# Stati Uniti d'America ai Giochi della XXXII Olimpiade
Gli Stati Uniti d'America hanno partecipato ai Giochi della XXXII Olimpiade che si sono svolti a Tokyo, Giappone, dal 23 luglio all'8 agosto 2021; originariamente previsti per l'estate 2020, erano stati rimandati di un anno a causa della pandemia di COVID-19. La delegazione era composta da 613 atleti, 329 donne e 284 uomini. Gli atleti statunitensi hanno preso parte a tutti gli sport in programma ad eccezione dei tornei di hockey su prato e pallamano.

## Medaglie
| Riepilogo quotidiano | Riepilogo quotidiano | Riepilogo quotidiano | Riepilogo quotidiano | Riepilogo quotidiano | Riepilogo quotidiano |
| -------------------- | -------------------- | -------------------- | -------------------- | -------------------- | -------------------- |
| Giorno               | Data                 |                      |                      |                      | Totale               |
| 1º                   | 24                   | 0                    | 0                    | 0                    | 0                    |
| 2º                   | 25                   | 4                    | 2                    | 4                    | 10                   |
| 3º                   | 26                   | 3                    | 1                    | 0                    | 4                    |
| 4º                   | 27                   | 2                    | 5                    | 4                    | 11                   |
| 5º                   | 28                   | 2                    | 3                    | 1                    | 6                    |
| 6º                   | 29                   | 3                    | 3                    | 1                    | 7                    |
| 7º                   | 30                   | 0                    | 2                    | 1                    | 3                    |
| 8º                   | 31                   | 2                    | 1                    | 2                    | 5                    |
| 9º                   | 1                    | 4                    | 6                    | 3                    | 13                   |
| 10º                  | 2                    | 2                    | 2                    | 1                    | 5                    |
| 11º                  | 3                    | 2                    | 3                    | 4                    | 9                    |
| 12º                  | 4                    | 1                    | 3                    | 2                    | 6                    |
| 13º                  | 5                    | 4                    | 4                    | 4                    | 12                   |
| 14º                  | 6                    | 2                    | 1                    | 4                    | 7                    |
| 15º                  | 7                    | 5                    | 3                    | 2                    | 10                   |
| 16º                  | 8                    | 3                    | 2                    | 0                    | 5                    |
| Totale               | Totale               | 39                   | 41                   | 33                   | 113                  |

### Medagliere per disciplina
| Sport                | Oro | Argento | Bronzo | Totale |
| -------------------- | --- | ------- | ------ | ------ |
| Nuoto                | 11  | 10      | 9      | 30     |
| Atletica leggera     | 7   | 12      | 7      | 26     |
| Lotta                | 3   | 2       | 4      | 9      |
| Tiro a segno/volo    | 3   | 2       | 1      | 6      |
| Pallacanestro        | 3   | 0       | 0      | 3      |
| Ginnastica           | 2   | 2       | 2      | 6      |
| Golf                 | 2   | 0       | 0      | 2      |
| Ciclismo             | 1   | 1       | 1      | 3      |
| Scherma              | 1   | 0       | 1      | 2      |
| Beach volley         | 1   | 0       | 0      | 1      |
| Pallanuoto           | 1   | 0       | 0      | 1      |
| Pallavolo            | 1   | 0       | 0      | 1      |
| Surf                 | 1   | 0       | 0      | 1      |
| Taekwondo            | 1   | 0       | 0      | 1      |
| Pugilato             | 0   | 3       | 1      | 4      |
| Tuffi                | 0   | 2       | 1      | 3      |
| Baseball/softball    | 0   | 2       | 0      | 2      |
| Equitazione          | 0   | 2       | 0      | 2      |
| Sollevamento pesi    | 0   | 1       | 1      | 2      |
| Triathlon            | 0   | 1       | 1      | 2      |
| Arrampicata sportiva | 0   | 1       | 0      | 1      |
| Skateboard           | 0   | 0       | 2      | 2      |
| Calcio               | 0   | 0       | 1      | 1      |
| Karate               | 0   | 0       | 1      | 1      |
| Totale               | 39  | 41      | 33     | 113    |

### Medaglie d'oro
| Medaglia | Nome | Sport             | Evento                                      |
| -------- | --- | ----------------- | ------------------------------------------- |
| Oro      | Chase Kalisz | Nuoto             | 400 metri misti maschili                    |
| Oro      | William Shaner | Tiro a segno/volo | Carabina 10 metri aria compressa maschile   |
| Oro      | Lee Kiefer | Scherma           | Fioretto individuale femminile              |
| Oro      | Anastasija Zolotic | Taekwondo         | 57 kg femminile                             |
| Oro      | Zachary Apple Bowe Becker Brooks Curry Caeleb Dressel Blake Pieroni | Nuoto             | Staffetta 4x100 metri stile libero maschile |
| Oro      | Amber English | Tiro a segno/volo | Skeet femminile                             |
| Oro      | Vincent Hancock | Tiro a segno/volo | Skeet maschile                              |
| Oro      | Carissa Moore | Surf              | Shortboard femminile                        |
| Oro      | Lydia Jacoby | Nuoto             | 100 metri rana femminili                    |
| Oro      | Katie Ledecky | Nuoto             | 1500 metri stile libero femminili           |
| Oro      | Stefanie Dolson Allisha Gray Kelsey Plum Jackie Young | Pallacanestro     | Torneo 3x3 femminile                        |
| Oro      | Robert Finke | Nuoto             | 800 metri stile libero maschili             |
| Oro      | Caeleb Dressel | Nuoto             | 100 metri stile libero maschili             |
| Oro      | Sunisa Lee | Ginnastica        | Concorso individuale femminile              |
| Oro      | Caeleb Dressel | Nuoto             | 100 metri farfalla maschili                 |
| Oro      | Katie Ledecky | Nuoto             | 800 metri stile libero femminili            |
| Oro      | Caeleb Dressel | Nuoto             | 50 metri stile libero maschili              |
| Oro      | Robert Finke | Nuoto             | 1500 metri stile libero maschili            |
| Oro      | Michael Andrew Zachary Apple Hunter Armstrong Caeleb Dressel Ryan Murphy Blake Pieroni Thomas Shields Andrew Wilson                                                                                               | Nuoto             | Staffetta 4x100 metri misti maschile        |
| Oro      | Xander Schauffele | Golf              | Torneo maschile                             |
| Oro      | Jade Carey | Ginnastica        | Corpo libero femminile                      |
| Oro      | Valarie Allman | Atletica leggera  | Lancio del disco femminile                  |
| Oro      | Tamyra Mensah Stock | Lotta             | Libera 68 kg femminile                      |
| Oro      | Athing Mu | Atletica leggera  | 800 metri piani femminili                   |
| Oro      | Sydney McLaughlin | Atletica leggera  | 400 metri ostacoli femminili                |
| Oro      | Ryan Crouser | Atletica leggera  | Getto del peso maschile                     |
| Oro      | Katie Nageotte | Atletica leggera  | Salto con l'asta femminile                  |
| Oro      | Nevin Harrison | Canoa/kayak       | C1 200 metri femminile                      |
| Oro      | David Taylor | Lotta             | Libera 86 kg maschile                       |
| Oro      | April Ross Alexandra Klineman | Beach volley      | Torneo femminile                            |
| Oro      | Gable Steveson | Lotta             | Libera 125 kg maschile                      |
| Oro      | Kendall Ellis Allyson Felix Lynna Irby Wadeline Jonathas Sydney McLaughlin Athing Mu Dalilah Muhammad Kaylin Whitney                                                                                              | Atletica leggera  | Staffetta 4×400 metri femminile             |
| Oro      | Rai Benjamin Michael Cherry Bryce Deadmon Michael Norman Vernon Norwood Randolph Ross Trevor Stewart | Atletica leggera  | Staffetta 4×400 metri maschile              |
| Oro      | Bam Adebayo Devin Booker Kevin Durant Jerami Grant Draymond Green Jrue Holiday Keldon Johnson Zach LaVine Damian Lillard JaVale McGee Khris Middleton Jayson Tatum                                                | Pallacanestro     | Torneo maschile                             |
| Oro      | Nelly Korda | Golf              | Individuale femminile                       |
| Oro      | Ashleigh Johnson Maddie Musselman Melissa Seidemann Rachel Fattal Paige Hauschild Maggie Steffens Stephania Haralabidis Jamie Neushul Aria Fischer Kaleigh Gilchrist Makenzie Fischer Alys Williams Amanda Longan | Pallanuoto        | Torneo femminile                            |
| Oro      | Ariel Atkins Sue Bird Tina Charles Napheesa Collier Skylar Diggins Sylvia Fowles Chelsea Gray Britney Griner Jewell Loyd Breanna Stewart Diana Taurasi A'ja Wilson                                                | Pallacanestro     | Torneo femminile                            |
| Oro      | Jennifer Valente | Ciclismo          | Omnium femminile                            |
| Oro      | Foluke Akinradewo Michelle Bartsch Andrea Drews Micha Hancock Kimberly Hill Jordan Larson Chiaka Ogbogu Jordyn Poulter Kelsey Robinson Jordan Thompson Haleigh Washington Justine Wong-Orantes                    | Pallavolo         | Torneo femminile                            |

### Medaglie d'argento
| Medaglia | Nome | Sport                | Evento                                       |
| -------- | --- | -------------------- | -------------------------------------------- |
| Argento  | Jay Litherland | Nuoto                | 400 metri misti maschili                     |
| Argento  | Emma Weyant | Nuoto                | 400 metri misti femminili                    |
| Argento  | Katie Ledecky | Nuoto                | 400 metri stile libero femminili             |
| Argento  | Jessica Parratto Delaney Schnell | Tuffi                | Piattaforma 10 metri sincro femminile        |
| Argento  | Lucas Kozeniesky Mary Tucker | Tiro a segno/volo    | Carabina 10 metri aria compressa a squadre   |
| Argento  | Simone Biles Jordan Chiles Sunisa Lee Grace McCallum | Ginnastica           | Concorso a squadre femminile                 |
| Argento  | Adrienne Lyle Steffen Peters Sabine Schut-Kery | Equitazione          | Dressage a squadre                           |
| Argento  | Monica Abbott Ali Aguilar Valerie Arioto Ally Carda Amanda Chidester Rachel Garcia Haylie McCleney Aubree Munro Michelle Moultrie Dejah Mulipolah Bubba Nickles Cat Osterman Delaney Spaulding Kelsey Stewart Janie Reed | Softball             | Torneo femminile                             |
| Argento  | Alex Walsh | Nuoto                | 200 metri misti femminili                    |
| Argento  | Erica Sullivan | Nuoto                | 1500 metri stile libero femminili            |
| Argento  | Andrew Capobianco Michael Hixon | Tuffi                | Trampolino 3 metri sincro maschile           |
| Argento  | Regan Smith | Nuoto                | 200 metri farfalla femminili                 |
| Argento  | Brooke Forde Paige Madden Katie McLaughlin Katie Ledecky Allison Schmitt Bella Sims | Nuoto                | Staffetta 4x200 metri stile libero femminile |
| Argento  | Kayle Browning | Tiro a segno/volo    | Trap femminile                               |
| Argento  | Ryan Murphy | Nuoto                | 200 metri dorso maschili                     |
| Argento  | Lilly King | Nuoto                | 200 metri rana femminili                     |
| Argento  | Taylor Knibb Kevin McDowell Morgan Pearson Katie Zaferes | Triathlon            | Gara a squadre                               |
| Argento  | Erika Brown Claire Curzan Torri Huske Lydia Jacoby Lilly King Regan Smith Abbey Weitzeil Rhyan White | Nuoto                | Staffetta 4x100 metri misti femminile        |
| Argento  | Raven Saunders | Atletica leggera     | Getto del peso femminile                     |
| Argento  | Hannah Roberts | Ciclismo             | BMX freestyle femminile                      |
| Argento  | MyKayla Skinner | Ginnastica           | Volteggio femminile                          |
| Argento  | Katherine Nye | Sollevamento pesi    | 76 kg femminile                              |
| Argento  | Fred Kerley | Atletica leggera     | 100 metri piani maschili                     |
| Argento  | Kendra Harrison | Atletica leggera     | 100 metri ostacoli femminili                 |
| Argento  | Adeline Gray | Lotta                | Libera 76 kg femminile                       |
| Argento  | Brittney Reese | Atletica leggera     | Salto in lungo femminile                     |
| Argento  | Rai Benjamin | Atletica leggera     | 400 metri ostacoli maschili                  |
| Argento  | Chris Nilsen | Atletica leggera     | Salto con l'asta maschile                    |
| Argento  | Dalilah Muhammad | Atletica leggera     | 400 metri ostacoli femminili                 |
| Argento  | Courtney Frerichs | Atletica leggera     | 3000 metri siepi femminili                   |
| Argento  | Kenneth Bednarek | Atletica leggera     | 200 metri piani maschili                     |
| Argento  | Grant Holloway | Atletica leggera     | 110 metri ostacoli maschili                  |
| Argento  | Joe Kovacs | Atletica leggera     | Getto del peso maschile                      |
| Argento  | Duke Ragan | Pugilato             | Pesi piuma maschile                          |
| Argento  | Nathaniel Coleman | Arrampicata sportiva | Gara maschile                                |
| Argento  | Teahna Daniels English Gardner Aleia Hobbs Javianne Oliver Jenna Prandini Gabrielle Thomas | Atletica leggera     | Staffetta 4×100 metri femminile              |
| Argento  | Nick Allen Eddy Alvarez Tyler Austin Shane Baz Triston Casas Anthony Carter Brandon Dickson Tim Federowicz Eric Filia Todd Frazier Anthony Gose Edwin Jackson Scott Kazmir Patrick Kivlehan Mark Kolozsvary Jack López Nick Martinez Scott McGough David Robertson Joe Ryan Ryder Ryan Simeon Woods Richardson Bubba Starling Jamie Westbrook | Baseball             | Torneo maschile                              |
| Argento  | Laura Kraut Jessica Springsteen McLain Ward | Equitazione          | Salto ostacoli a squadre                     |
| Argento  | Kyle Snyder | Lotta                | Libera 97 kg maschile                        |
| Argento  | Keyshawn Davis | Pugilato             | Pesi leggeri maschile                        |
| Argento  | Richard Torrez | Pugilato             | Pesi supermassimi maschile                   |

### Medaglie di bronzo
| Medaglia | Nome | Sport             | Evento                                       |
| -------- | --- | ----------------- | -------------------------------------------- |
| Bronzo   | Kieran Smith | Nuoto             | 400 metri stile libero maschili              |
| Bronzo   | Hali Flickinger | Nuoto             | 400 metri misti femminili                    |
| Bronzo   | Erika Brown Catie DeLoof Natalie Hinds Simone Manuel Allison Schmitt Olivia Smoliga Abbey Weitzeil | Nuoto             | Staffetta 4x100 metri stile libero femminile |
| Bronzo   | Jagger Eaton | Skateboard        | Street maschile                              |
| Bronzo   | Ryan Murphy | Nuoto             | 100 metri dorso maschili                     |
| Bronzo   | Regan Smith | Nuoto             | 100 metri dorso femminili                    |
| Bronzo   | Lilly King | Nuoto             | 100 metri rana femminili                     |
| Bronzo   | Katie Zaferes | Triathlon         | Gara femminile                               |
| Bronzo   | Kate Douglass | Nuoto             | 200 metri misti femminili                    |
| Bronzo   | Hali Flickinger | Nuoto             | 200 metri farfalla femminili                 |
| Bronzo   | Annie Lazor | Nuoto             | 200 metri rana femminili                     |
| Bronzo   | Brian Burrows Madelynn Bernau | Tiro a segno/volo | Trap a squadre                               |
| Bronzo   | Bryce Deadmon Kendall Ellis Elija Godwin Lynna Irby Taylor Manson Vernon Norwood Trevor Stewart Kaylin Whitney | Atletica leggera  | Staffetta 4×400 metri mista                  |
| Bronzo   | Krysta Palmer | Tuffi             | Trampolino 3 metri femminile                 |
| Bronzo   | Sunisa Lee | Ginnastica        | Parallele asimmetriche femminili             |
| Bronzo   | Race Imboden Nick Itkin Alexander Massialas Gerek Meinhardt | Scherma           | Fioretto a squadre maschile                  |
| Bronzo   | Sarah Robles | Sollevamento pesi | 87 kg femminile                              |
| Bronzo   | Gabrielle Thomas | Atletica leggera  | 200 metri piani femminili                    |
| Bronzo   | Raevyn Rogers | Atletica leggera  | 800 metri piani femminili                    |
| Bronzo   | Chloé Dygert Megan Jastrab Emma White Lily Williams | Ciclismo          | Inseguimento a squadre femminile             |
| Bronzo   | Simone Biles | Ginnastica        | Trave femminile                              |
| Bronzo   | Oshae Jones | Pugilato          | Pesi welter femminile                        |
| Bronzo   | Noah Lyles | Atletica leggera  | 200 metri piani maschili                     |
| Bronzo   | Jane Campbell Abby Dahlkemper Tierna Davidson Crystal Dunn Julie Ertz Adrianna Franch Tobin Heath Lindsey Horan Casey Krueger Rose Lavelle Carli Lloyd Catarina Macario Kristie Mewis Sam Mewis Alex Morgan Alyssa Naeher Kelley O'Hara Christen Press Megan Rapinoe Becky Sauerbrunn Emily Sonnett Lynn Williams | Calcio            | Torneo femminile                             |
| Bronzo   | Cory Juneau | Skateboard        | Park maschile                                |
| Bronzo   | Thomas Gilman | Lotta             | Libera 57 kg maschile                        |
| Bronzo   | Helen Maroulis | Lotta             | Libera 57 kg femminile                       |
| Bronzo   | Ariel Torres | Karate            | Kata maschile                                |
| Bronzo   | Kyle Dake | Lotta             | Libera 74 kg maschile                        |
| Bronzo   | Paul Chelimo | Atletica leggera  | 5000 metri piani maschili                    |
| Bronzo   | Allyson Felix | Atletica leggera  | 400 metri piani femminili                    |
| Bronzo   | Molly Seidel | Atletica leggera  | Maratona femminile                           |
| Bronzo   | Sarah Hildebrandt | Lotta             | Libera 50 kg femminile                       |

## Delegazione
| Sport                | Uomini | Donne | Totale |
| -------------------- | ------ | ----- | ------ |
| Arrampicata sportiva | 2      | 2     | 4      |
| Atletica leggera     | 63     | 65    | 128    |
| Badminton            | 3      | 1     | 4      |
| Baseball             | 24     | -     | 24     |
| Beach volley         | 4      | 4     | 8      |
| Calcio               | 0      | 18    | 18     |
| Canoa/Kayak          | 2      | 2     | 4      |
| Canottaggio          | 13     | 24    | 37     |
| Ciclismo             | 9      | 18    | 27     |
| Equitazione          | 5      | 4     | 9      |
| Ginnastica           | 6      | 14    | 20     |
| Golf                 | 4      | 4     | 8      |
| Judo                 | 1      | 3     | 4      |
| Karate               | 3      | 1     | 4      |
| Lotta                | 9      | 6     | 15     |
| Nuoto                | 25     | 28    | 53     |
| Nuoto artistico      | -      | 2     | 2      |
| Pallacanestro        | 12     | 16    | 28     |
| Pallanuoto           | 12     | 12    | 24     |
| Pallavolo            | 12     | 12    | 24     |
| Pentathlon moderno   | 1      | 1     | 2      |
| Pugilato             | 5      | 5     | 10     |
| Rugby a 7            | 12     | 12    | 24     |
| Scherma              | 9      | 9     | 18     |
| Skateboard           | 6      | 6     | 12     |
| Softball             | -      | 15    | 15     |
| Sollevamento pesi    | 4      | 4     | 8      |
| Surf                 | 2      | 2     | 4      |
| Taekwondo            | 0      | 2     | 2      |
| Tennis               | 6      | 6     | 12     |
| Tennistavolo         | 3      | 3     | 6      |
| Tiro                 | 11     | 9     | 20     |
| Tiro con l'arco      | 3      | 3     | 6      |
| Triathlon            | 2      | 3     | 5      |
| Tuffi                | 5      | 6     | 11     |
| Vela                 | 6      | 7     | 13     |
| Totale               | 284    | 329   | 613    |

## Arrampicata sportiva
| Atleta            | Evento         | Qualificazione | Qualificazione | Qualificazione | Qualificazione | Qualificazione | Qualificazione | Qualificazione | Qualificazione | Qualificazione | Qualificazione | Finale          | Finale          | Finale          | Finale          | Finale          | Finale          | Finale          | Finale          | Finale          | Finale |
| Atleta            | Evento         | Speed          | Speed          | Speed          | Lead           | Lead           | Bouldering     | Bouldering     | Bouldering     | Totale         | Totale         | Speed           | Speed           | Lead            | Lead            | Bouldering      | Bouldering      | Bouldering      | Totale          | Totale          |        |
| Atleta            | Evento         | A              | B              | Pos.           | Punti          | Pos.           | Top            | Zona           | Pos.           | Punti          | Pos.           | Migliore        | Pos.            | Punti           | Pos.            | Top             | Zona            | Pos.            | Punti           | Pos.            |        |
| ----------------- | -------------- | -------------- | -------------- | -------------- | -------------- | -------------- | -------------- | -------------- | -------------- | -------------- | -------------- | --------------- | --------------- | --------------- | --------------- | --------------- | --------------- | --------------- | --------------- | --------------- | ------ |
| Nathaniel Coleman | Gara maschile  | 6"51           | 6"52           | 10º            | 39             | 5º             | 1              | 3              | 11º            | 550            | 8º Q           | 6"21            | 6º              | 34+             | 5º              | 2               | 3               | 1º              | 30              |                 |        |
| Colin Duffy       | Gara maschile  | 6"23           | 6"85           | 6º             | 42+            | 2º             | 2              | 2              | 5º             | 60             | 3º Q           | 6"35            | 5º              | 40              | 3º              | 1               | 3               | 4º              | 60              | 7º              |        |
| Kyra Condie       | Gara femminile | 8"12           | 8"08           | 7ª             | 22+            | 11ª            | 1              | 3              | 11ª            | 847            | 11ª            | Non qualificata | Non qualificata | Non qualificata | Non qualificata | Non qualificata | Non qualificata | Non qualificata | Non qualificata | Non qualificata |        |
| Brooke Raboutou   | Gara femminile | 8"67           | 8"81           | 12ª            | 26+            | 8ª             | 3              | 4              | 2ª             | 192            | 5ª Q           | 8"77            | 7ª              | 20+             | 6ª              | 0               | 0               | 2ª              | 84              | 5ª              |        |

## Atletica leggera

### Uomini
Eventi su pista e strada
| Atleta                                                                                               | Evento         | Batteria   | Batteria  | Semifinale      | Semifinale      | Finale          | Finale          |
| Atleta                                                                                               | Evento         | Risultato  | Posizione | Risultato       | Posizione       | Risultato       | Posizione       |
| --- | -------------- | ---------- | --------- | --------------- | --------------- | --------------- | --------------- |
| Ronnie Baker                                                                                         | 100 m          | 10"03      | 1º Q      | 9"83            | 2º Q            | 9"95            | 5º              |
| Trayvon Bromell                                                                                      | 100 m          | 10"05      | 4º q      | 10"00           | 3º              | Non qualificato | Non qualificato |
| Fred Kerley                                                                                          | 100 m          | 9"97       | 2º Q      | 9"96            | 1º Q            | 9"84            |                 |
| Kenny Bednarek                                                                                       | 200 m          | 20"01      | 1º Q      | 19"83           | 2º Q            | 19"68           |                 |
| Erriyon Knighton                                                                                     | 200 m          | 20"55      | 1º Q      | 20"02           | 1º Q            | 19"93           | 4º              |
| Noah Lyles                                                                                           | 200 m          | 20"18      | 1º Q      | 19"99           | 3º q            | 19"74           |                 |
| Michael Cherry                                                                                       | 400 m          | 44"82      | 1º Q      | 44"44           | 1º Q            | 44"21           | 4º              |
| Michael Norman                                                                                       | 400 m          | 45"35      | 2º Q      | 44"52           | 2º Q            | 44"31           | 5º              |
| Randolph Ross                                                                                        | 400 m          | 45"67      | 4º        | Non qualificato | Non qualificato | Non qualificato | Non qualificato |
| Bryce Hoppel                                                                                         | 800 m          | 1'45"64    | 3º Q      | 1'44"91         | 5º              | Non qualificato | Non qualificato |
| Isaiah Jewett                                                                                        | 800 m          | 1'45"07    | 5º q      | 2'38"12         | 7º              | Non qualificato | Non qualificato |
| Clayton Murphy                                                                                       | 800 m          | 1'45"53    | 1º Q      | 1'44"18         | 2º Q            | 1'46"53         | 9º              |
| Matthew Centrowitz                                                                                   | 1500 m         | 3'51"12    | 2º Q      | 3'33"69         | 9º              | Non qualificato | Non qualificato |
| Cole Hocker                                                                                          | 1500 m         | 3'36"16    | 4º Q      | 3'33"87         | 2º Q            | 3'31"40         | 6º              |
| Yared Nuguse                                                                                         | 1500 m         | DNS        | DNS       | Non qualificato | Non qualificato | Non qualificato | Non qualificato |
| Paul Chelimo                                                                                         | 5000 m         | 13'30"15   | 2º Q      | N.D.            | N.D.            | 12'59"05        |                 |
| Grant Fisher                                                                                         | 5000 m         | 13'31"80 q | 8º        | N.D.            | N.D.            | 13'08"40        | 9º              |
| Woody Kincaid                                                                                        | 5000 m         | 13'39"04   | 3º Q      | N.D.            | N.D.            | 13'17"20        | 14º             |
| Grant Fisher                                                                                         | 10000 m        | N.D.       | N.D.      | N.D.            | N.D.            | 27'46"39        | 5º              |
| William Kincaid                                                                                      | 10000 m        | N.D.       | N.D.      | N.D.            | N.D.            | 28'11"01        | 15º             |
| Joe Klecker                                                                                          | 10000 m        | N.D.       | N.D.      | N.D.            | N.D.            | 28'14"18        | 16º             |
| Devon Allen                                                                                          | 110 m ostacoli | 13"21      | 1º Q      | 13"18           | 1º Q            | 13"14           | 4º              |
| Grant Holloway                                                                                       | 110 m ostacoli | 13"02      | 1º Q      | 13"13           | 1º Q            | 13"09           |                 |
| Daniel Roberts                                                                                       | 110 m ostacoli | 13"41      | 2º Q      | 13"33           | 5º              | Non qualificato | Non qualificato |
| Rai Benjamin                                                                                         | 400 m ostacoli | 48"60      | 1º Q      | 47"37           | 2º Q            | 46"17           |                 |
| David Kendziera                                                                                      | 400 m ostacoli | 49"23      | 4º Q      | 48"67           | 3º              | Non qualificato | Non qualificato |
| Kenny Selmon                                                                                         | 400 m ostacoli | 48"61      | 2º Q      | 48"58           | 4º              | Non qualificato | Non qualificato |
| Hillary Bor                                                                                          | 3000 m siepi   | 8'19"80    | 6º        | N.D.            | N.D.            | Non qualificato | Non qualificato |
| Mason Ferlic                                                                                         | 3000 m siepi   | 8'20"23    | 8º        | N.D.            | N.D.            | Non qualificato | Non qualificato |
| Benard Keter                                                                                         | 3000 m siepi   | 8'17"31    | 6º q      | N.D.            | N.D.            | 8'22"12         | 11º             |
| Ronnie Baker Trayvon Bromell Cravon Gillespie Fred Kerley                                            | 4×100 m        | 38"10      | 6ª        | N.D.            | N.D.            | Non qualificata | Non qualificata |
| Rai Benjamin Michael Cherry Bryce Deadmon Michael Norman Vernon Norwood Randolph Ross Trevor Stewart | 4×400 m        | 2'57"77    | 1ª Q      | N.D.            | N.D.            | 2'55"70         |                 |
| Abdihakem Abdirahman                                                                                 | Maratona       | N.D.       | N.D.      | N.D.            | N.D.            | 2h18'27"        | 41º             |
| Jacob Riley                                                                                          | Maratona       | N.D.       | N.D.      | N.D.            | N.D.            | 2h16'26"        | 29º             |
| Galen Rupp                                                                                           | Maratona       | N.D.       | N.D.      | N.D.            | N.D.            | 2h11'41"        | 8º              |
| Nick Christie                                                                                        | Marcia 20 km   | N.D.       | N.D.      | N.D.            | N.D.            | 1h34'37"        | 50º             |

Eventi su campo
| Atleta            | Evento                 | Qualificazione | Qualificazione | Finale          | Finale          |
| Atleta            | Evento                 | Risultato      | Posizione      | Risultato       | Posizione       |
| ----------------- | ---------------------- | -------------- | -------------- | --------------- | --------------- |
| JuVaughn Harrison | Salto in alto          | 2,28           | 4º q           | 2,33            | 7º              |
| Shelby McEwen     | Salto in alto          | 2,28           | 8º q           | 2,27            | 12º             |
| Darryl Sullivan   | Salto in alto          | 2,17           | 30º            | Non qualificato | Non qualificato |
| KC Lightfoot      | Salto con l'asta       | 5,75           | 3º q           | 5,80            | 4º              |
| Matt Ludwig       | Salto con l'asta       | 5,50           | 19º            | Non qualificato | Non qualificato |
| Chris Nilsen      | Salto con l'asta       | 5,75           | 1º q           | 5,97            |                 |
| Marquis Dendy     | Salto in lungo         | 7,85           | 19º            | Non qualificato | Non qualificato |
| JuVaughn Harrison | Salto in lungo         | 8,13           | 5º q           | 8,15            | 5º              |
| Steffin McCarter  | Salto in lungo         | 7,92           | 15º            | Non qualificato | Non qualificato |
| Chris Benard      | Salto triplo           | 16,59          | 18º            | Non qualificato | Non qualificato |
| Will Claye        | Salto triplo           | 16,91          | 8º q           | 17,44           | 4º              |
| Donald Scott      | Salto triplo           | 17,01          | 6º q           | 17,18           | 7º              |
| Ryan Crouser      | Getto del peso         | 22,05          | 1º Q           | 23,30           |                 |
| Joe Kovacs        | Getto del peso         | 20,93          | 11º q          | 22,65           |                 |
| Payton Otterdahl  | Getto del peso         | 20,90          | 12º q          | 20,32           | 10º             |
| Mason Finley      | Lancio del disco       | 60,34          | 23º            | Non qualificato | Non qualificato |
| Reggie Jagers     | Lancio del disco       | 61,47          | 19º            | Non qualificato | Non qualificato |
| Sam Mattis        | Lancio del disco       | 63,74          | 8º q           | 63,88           | 8º              |
| Daniel Haugh      | Lancio del martello    | 75,73          | 12º q          | 76,22           | 11º             |
| Rudy Winkler      | Lancio del martello    | 78,81          | 2º Q           | 77,08           | 7º              |
| Alex Young        | Lancio del martello    | 75,09          | 16º            | Non qualificato | Non qualificato |
| Michael Shuey     | Lancio del giavellotto | NM             | NM             | Non qualificato | Non qualificato |
| Curtis Thompson   | Lancio del giavellotto | 78,20          | 21º            | Non qualificato | Non qualificato |

Eventi multipli
| Atleta            | Evento    | 100 m     | Lungo    | Peso      | Alto     | 400 m     | 110 ost.  | Disco     | Asta      | Giav.     | 1500 m      | Punteggio totale | Pos. |
| ----------------- | --------- | --------- | -------- | --------- | -------- | --------- | --------- | --------- | --------- | --------- | ----------- | ---------------- | ---- |
| Steve Bastien     | Decathlon | 10"69 931 | 7,39 908 | 14,40 753 | 2,05 850 | 47"64 927 | 14"42 921 | 40,77 680 | 4,60 790  | 58,21 711 | 4'26"95 765 | 8236             | 10º  |
| Garrett Scantling | Decathlon | 10"67 935 | 7,30 886 | 15,59 826 | 1,99 794 | 48"25 897 | 14"03 971 | 45,46 776 | 5,10 941  | 69,10 876 | 4'35"54 709 | 8611             | 4º   |
| Zach Ziemek       | Decathlon | 10"55 963 | 7,20 862 | 14,99 789 | 2,05 850 | 49"06 858 | 14"51 910 | 44,87 764 | 5,30 1004 | 60,44 744 | 4'38"38 691 | 8435             | 6º   |

### Donne
Eventi su pista e strada
| Atleta | Evento         | Batteria  | Batteria  | Semifinale | Semifinale | Finale          | Finale          |
| Atleta | Evento         | Risultato | Posizione | Risultato  | Posizione  | Risultato       | Posizione       |
| --- | -------------- | --------- | --------- | ---------- | ---------- | --------------- | --------------- |
| Teahna Daniels | 100 m          | 11"04     | 1ª Q      | 10"98      | 3ª q       | 11"02           | 7ª              |
| Javianne Oliver | 100 m          | 11"15     | 2ª Q      | 11"08      | 5ª         | Non qualificata | Non qualificata |
| Jenna Prandini | 100 m          | 11"11     | 3ª Q      | 11"11      | 4ª         | Non qualificata | Non qualificata |
| Anavia Battle | 200 m          | 22"54     | 2ª Q      | 23"02      | 6ª         | Non qualificata | Non qualificata |
| Jenna Prandini | 200 m          | 22"56     | 1ª Q      | 22"57      | 5ª         | Non qualificata | Non qualificata |
| Gabrielle Thomas | 200 m          | 22"20     | 2ª Q      | 22"01      | 3ª q       | 21"87           |                 |
| Allyson Felix | 400 m          | 50"84     | 1ª Q      | 49"89      | 2ª Q       | 49"46           |                 |
| Quanera Hayes | 400 m          | 51"07     | 2ª Q      | 49"81      | 3ª q       | 50"88           | 7ª              |
| Wadeline Jonathas | 400 m          | 50"93     | 2ª Q      | 50"51      | 4ª         | Non qualificata | Non qualificata |
| Athing Mu | 800 m          | 2'01"10   | 1ª Q      | 1'58"07    | 1ª Q       | 1'55"21         |                 |
| Raevyn Rogers | 800 m          | 2'01"42   | 1ª Q      | 1'59"28    | 3ª q       | 1'56"81         |                 |
| Ajeé Wilson | 800 m          | 2'00"02   | 2ª Q      | 2'00"79    | 4ª         | Non qualificata | Non qualificata |
| Heather MacLean | 1500 m         | 4'02"40   | 5ª Q      | 4'05"33    | 12ª        | Non qualificata | Non qualificata |
| Cory McGee | 1500 m         | 4'05"15   | 8ª q      | 4'10"39    | 11ª q      | 4'05"50         | 12ª             |
| Elinor Purrier St. Pierre                                                                                            | 1500 m         | 4'05"34   | 3ª Q      | 4'01"00    | 6ª q       | 4'01"75         | 10ª             |
| Elise Cranny | 5000 m         | 14'56"14  | 4ª Q      | N.D.       | N.D.       | 14'55"98        | 13ª             |
| Rachel Schneider | 5000 m         | 15'00"07  | 7ª        | N.D.       | N.D.       | Non qualificata | Non qualificata |
| Karissa Schweizer | 5000 m         | 14'51"34  | 7ª q      | N.D.       | N.D.       | 14'55"80        | 11ª             |
| Alicia Monson | 10000 m        | N.D.      | N.D.      | N.D.       | N.D.       | 31'21"36        | 13ª             |
| Karissa Schweizer | 10000 m        | N.D.      | N.D.      | N.D.       | N.D.       | 31'19"96        | 12ª             |
| Emily Sisson | 10000 m        | N.D.      | N.D.      | N.D.       | N.D.       | 31'09"58        | 10ª             |
| Christina Clemons | 100 m ostacoli | 12"91     | 2ª Q      | 12"76      | 4ª         | Non qualificata | Non qualificata |
| Gabriele Cunningham                                                                                                  | 100 m ostacoli | 12"83     | 3ª Q      | 12"67      | 4ª q       | 13"01           | 7ª              |
| Kendra Harrison | 100 m ostacoli | 12"74     | 1ª Q      | 12"51      | 2ª Q       | 12"52           |                 |
| Anna Cockrell | 400 m ostacoli | 55"37     | 3ª Q      | 54"17      | 2ª Q       | 54"19           | 7ª              |
| Sydney McLaughlin | 400 m ostacoli | 54"65     | 1ª Q      | 53"03      | 1ª Q       | 51"46           |                 |
| Dalilah Muhammad | 400 m ostacoli | 53"97     | 1ª Q      | 53"30      | 1ª Q       | 51"58           |                 |
| Emma Coburn | 3000 m siepi   | 9'16"91   | 3ª Q      | N.D.       | N.D.       | DSQ             | DSQ             |
| Val Constien | 3000 m siepi   | 9'24"31   | 4ª q      | N.D.       | N.D.       | 9'31"61         | 12ª             |
| Courtney Frerichs | 3000 m siepi   | 9'19"34   | 1ª Q      | N.D.       | N.D.       | 9'04"79         |                 |
| Teahna Daniels English Gardner Aleia Hobbs Javianne Oliver Jenna Prandini Gabrielle Thomas                           | 4×100 m        | 41"90     | 2ª Q      | N.D.       | N.D.       | 41"45           |                 |
| Kendall Ellis Allyson Felix Lynna Irby Wadeline Jonathas Sydney McLaughlin Athing Mu Dalilah Muhammad Kaylin Whitney | 4×400 m        | 3'20"86   | 1ª Q      | N.D.       | N.D.       | 3'16"85         |                 |
| Sally Kipyego | Maratona       | N.D.      | N.D.      | N.D.       | N.D.       | 2h32'53"        | 17ª             |
| Molly Seidel | Maratona       | N.D.      | N.D.      | N.D.       | N.D.       | 2h27'46"        |                 |
| Aliphine Tuliamuk | Maratona       | N.D.      | N.D.      | N.D.       | N.D.       | DNF             | DNF             |
| Robyn Stevens | Marcia 20 km   | N.D.      | N.D.      | N.D.       | N.D.       | 1h37'42"        | 33ª             |

Eventi su campo
| Atleta                | Evento                 | Qualificazione | Qualificazione | Finale          | Finale          |
| Atleta                | Evento                 | Risultato      | Posizione      | Risultato       | Posizione       |
| --------------------- | ---------------------- | -------------- | -------------- | --------------- | --------------- |
| Tynita Butts-Thompson | Salto in alto          | 1,82           | 31ª            | Non qualificata | Non qualificata |
| Vashti Cunningham     | Salto in alto          | 1,95           | 9ª Q           | 1,96            | 6ª              |
| Rachel McCoy          | Salto in alto          | 1,86           | 25ª            | Non qualificata | Non qualificata |
| Morgann LeLeux        | Salto con l'asta       | 4,55           | 13ª q          | NM              | NM              |
| Sandi Morris          | Salto con l'asta       | 4,40           | 16ª            | Non qualificata | Non qualificata |
| Katie Nageotte        | Salto con l'asta       | 4,55           | 1ª q           | 4,90            |                 |
| Quanesha Burks        | Salto in lungo         | 6,56           | 13ª            | Non qualificata | Non qualificata |
| Tara Davis            | Salto in lungo         | 6,85           | 4ª Q           | 6,84            | 6ª              |
| Brittney Reese        | Salto in lungo         | 6,86           | 3ª Q           | 6,97            |                 |
| Tori Franklin         | Salto triplo           | 13,68          | 25ª            | Non qualificata | Non qualificata |
| Jasmine Moore         | Salto triplo           | 13,76          | 23ª            | Non qualificata | Non qualificata |
| Keturah Orji          | Salto triplo           | 14,26          | 11ª q          | 14,59           | 7ª              |
| Adelaide Aquilla      | Getto del peso         | 17,68          | 19ª            | Non qualificata | Non qualificata |
| Jessica Ramsey        | Getto del peso         | 18,75          | 9ª q           | NM              | NM              |
| Raven Saunders        | Getto del peso         | 19,22          | 3ª Q           | 19,79           |                 |
| Valarie Allman        | Lancio del disco       | 66,42          | 1ª Q           | 68,98           |                 |
| Kelsey Card           | Lancio del disco       | 56,04          | 28ª            | Non qualificata | Non qualificata |
| Rachel Dincoff        | Lancio del disco       | 56,22          | 27ª            | Non qualificata | Non qualificata |
| Brooke Andersen       | Lancio del martello    | 74,00          | 3ª Q           | 72,16           | 10ª             |
| Gwen Berry            | Lancio del martello    | 73,19          | 7ª q           | 71,35           | 11ª             |
| DeAnna Price          | Lancio del martello    | 72,55          | 9ª q           | 73,09           | 8ª              |
| Ariana Ince           | Lancio del giavellotto | 54,98          | 27ª            | Non qualificata | Non qualificata |
| Maggie Malone         | Lancio del giavellotto | 63,07          | 2ª Q           | 59,82           | 10ª             |
| Kara Winger           | Lancio del giavellotto | 59,71          | 17ª            | Non qualificata | Non qualificata |

Eventi multipli
| Atleta           | Evento    | 100 ost.   | Alto      | Peso      | 200 m     | Lungo     | Giav.     | 800 m       | Punteggio totale | Pos. |
| ---------------- | --------- | ---------- | --------- | --------- | --------- | --------- | --------- | ----------- | ---------------- | ---- |
| Erica Bougard    | Eptathlon | 13"14 1103 | 1,86 1054 | 12,69 707 | 24"08 973 | 6,06 868  | 46,60 794 | 2'15"92 880 | 6379             | 9ª   |
| Annie Kunz       | Eptathlon | 13"49 1052 | 1,80 978  | 15,15 871 | 24"12 969 | 6,32 949  | 42,77 721 | 2'15"93 880 | 6420             | 6ª   |
| Kendell Williams | Eptathlon | 12"97 1129 | 1,80 978  | 12,41 688 | 24"00 981 | 6,57 1030 | 48,78 836 | 2'16"91 866 | 6508             | 5ª   |

### Misto
| Atleta | Evento  | Batteria  | Batteria  | Finale    | Finale    |
| Atleta | Evento  | Risultato | Posizione | Risultato | Posizione |
| --- | ------- | --------- | --------- | --------- | --------- |
| Bryce Deadmon Kendall Ellis Elija Godwin Lynna Irby Taylor Manson Vernon Norwood Trevor Stewart Kaylin Whitney | 4×400 m | 3'11"39   | 1ª Q      | 3'10"22   |           |

## Badminton
| Atleta                 | Evento            | Girone                   | Girone                          | Girone                            | Girone | Ottavi               | Quarti               | Semifinale           | Finale               | Finale          |
| Atleta                 | Evento            | Avversario Punteggio     | Avversario Punteggio            | Avversario Punteggio              | Pos.   | Avversario Punteggio | Avversario Punteggio | Avversario Punteggio | Avversario Punteggio | Pos.            |
| ---------------------- | ----------------- | ------------------------ | ------------------------------- | --------------------------------- | ------ | -------------------- | -------------------- | -------------------- | -------------------- | --------------- |
| Timothy Lam            | Singolo maschile  | Momota P (12–21, 9–21)   | Heo P (10–21, 15–21)            | N.D.                              | 3º     | Non qualificato      | Non qualificato      | Non qualificato      | Non qualificato      | Non qualificato |
| Beiwen Zhang           | Singolo femminile | Ulitina V (21–12, 21–7)  | Silva V (21–9, 21–10)           | N.D.                              | 1ª Q   | He P (21–14, 7–9 R)  | Non qualificata      | Non qualificata      | Non qualificata      | Non qualificata |
| Phillip Chew Ryan Chew | Doppio maschile   | Li / Liu P (9–21, 17–21) | Kamura / Sonoda P (11–21, 3–21) | Lamsfuß / Seidel P (10–21, 16–21) | 4ª     | N.D.                 | Non qualificati      | Non qualificati      | Non qualificati      | Non qualificati |

## Beach volley
| Atleta                        | Torneo    | Primo turno                                   | Primo turno                                    | Primo turno                                | Primo turno | Ripescaggio          | Ottavi                                      | Quarti                           | Semifinali                              | Finale                                      | Finale          |
| Atleta                        | Torneo    | Avversario Punteggio                          | Avversario Punteggio                           | Avversario Punteggio                       | Pos.        | Avversario Punteggio | Avversario Punteggio                        | Avversario Punteggio             | Avversario Punteggio                    | Avversario Punteggio                        | Pos.            |
| ----------------------------- | --------- | --------------------------------------------- | ---------------------------------------------- | ------------------------------------------ | ----------- | -------------------- | ------------------------------------------- | -------------------------------- | --------------------------------------- | ------------------------------------------- | --------------- |
| Tri Bourne Jake Gibb          | Maschile  | Carambula / Rossi V (21–18, 21–19)            | Gerson / Heidrich V (21–19, 23–21)             | Tijan / Younousse P (18–21, 17–21)         | 2ª Q        | Bye                  | Thole / Wickler P (21–17, 15–21, 11–15)     | Non qualificati                  | Non qualificati                         | Non qualificati                             | Non qualificati |
| Phil Dalhausser Nick Lucena   | Maschile  | Brouwer / Meeuwsen P (17–21, 18–21)           | Cerutti / Morais Filho V (24–22, 19–21, 15–13) | Azaad / Capogrosso V (21–19, 18–21, 15–6)  | 3ª Q        | Bye                  | Tijan / Younousse P (21–14, 19–21, 11–15)   | Non qualificati                  | Non qualificati                         | Non qualificati                             | Non qualificati |
| Kelly Claes Sarah Sponcil     | Femminile | Graudiņa / Kravčenoka V (21–13, 16–21, 15–11) | Khadambi / Makokha V (21–8, 21–6)              | Cavalcanti / Ramos V (17–21, 21–19, 15–11) | 1ª Q        | Bye                  | Bansley / Wilkerson P (24–22, 18–21, 13–15) | Non qualificate                  | Non qualificate                         | Non qualificate                             | Non qualificate |
| Alexandra Klineman April Ross | Femminile | Wang / Xue V (21–17, 21–19)                   | Baquerizo / Fernández V (21–13, 21–16)         | Keizer / Meppelink V (20–22, 21–17, 15–5)  | 1ª Q        | Bye                  | Echevarría / Martínez V (21–17, 21–15)      | Kozuch / Ludwig V (21–19, 21–19) | Heidrich / Vergé-Dépré V (21–12, 21–11) | Artacho del Solar / Clancy V (21–15, 21–16) |                 |

## Baseball
| Squadra            | Torneo   | Girone               | Girone               | Girone | Round 1              | Ripescaggio 1        | Round 2               | Ripescaggio 2         | Semifinale           | Finale               | Pos. |
| Squadra            | Torneo   | Avversario Punteggio | Avversario Punteggio | Pos.   | Avversario Punteggio | Avversario Punteggio | Avversario Punteggio  | Avversario Punteggio  | Avversario Punteggio | Avversario Punteggio | Pos. |
| ------------------ | -------- | -------------------- | -------------------- | ------ | -------------------- | -------------------- | --------------------- | --------------------- | -------------------- | -------------------- | ---- |
| Nazionale maschile | Maschile | Israele V 8–1        | Corea del Sud V 4–2  | 1ª Q   | Bye                  | Bye                  | Giappone P 6–7 (F/10) | Rep. Dominicana V 3–1 | Corea del Sud V 7–2  | Giappone P 0–2       |      |

## Calcio
| Squadra             | Torneo    | Girone               | Girone               | Girone               | Girone | Quarti                        | Semifinali           | Finale / FB          | Pos. |
| Squadra             | Torneo    | Avversario Risultato | Avversario Risultato | Avversario Risultato | Pos.   | Avversario Risultato          | Avversario Risultato | Avversario Risultato | Pos. |
| ------------------- | --------- | -------------------- | -------------------- | -------------------- | ------ | ----------------------------- | -------------------- | -------------------- | ---- |
| Nazionale femminile | Femminile | Svezia P 0–3         | Nuova Zelanda V 6–1  | Australia N 0–0      | 2ª Q   | Paesi Bassi V 2–2 (4–2 d.t.r) | Canada P 0–1         | Australia V 4–3      |      |

## Canoa/kayak

### Slalom
| Atleta         | Evento       | Qualificazioni | Qualificazioni | Qualificazioni | Qualificazioni | Qualificazioni | Qualificazioni | Semifinali | Semifinali | Semifinali | Finale          | Finale          | Finale          |
| Atleta         | Evento       | 1ª manche      | Pos.           | 2ª manche      | Pos.           | Migliore       | Posizione      | Penalità   | Tempo      | Posizione  | Penalità        | Tempo           | Posizione       |
| -------------- | ------------ | -------------- | -------------- | -------------- | -------------- | -------------- | -------------- | ---------- | ---------- | ---------- | --------------- | --------------- | --------------- |
| Zachary Lokken | C1 maschile  | 99"74          | 3º             | 166"94         | 17º            | 99"74          | 4º Q           | 2"         | 105"97     | 7º Q       | 2"              | 106"08          | 7º              |
| Evy Leibfarth  | C1 femminile | 115"55         | 7ª             | 113"06         | 6ª             | 113"06         | 7ª Q           | 50"        | 183"32     | 18ª        | Non qualificata | Non qualificata | Non qualificata |
| Michal Smolen  | K1 maschile  | 96"61          | 13º            | 98"03          | 22º            | 96"61          | 19º Q          | 0"         | 96"11      | 3º Q       | 0"              | 99"12           | 5º              |
| Evy Leibfarth  | K1 femminile | 123"85         | 20ª            | 109"70         | 14ª            | 109"70         | 15ª Q          | 0"         | 112"73     | 12ª        | Non qualificata | Non qualificata | Non qualificata |

### Velocità
| Atleta         | Evento             | Batteria | Batteria  | Quarti | Quarti    | Semifinale | Semifinale | Finale | Finale    |
| Atleta         | Evento             | Tempo    | Posizione | Tempo  | Posizione | Tempo      | Posizione  | Tempo  | Posizione |
| -------------- | ------------------ | -------- | --------- | ------ | --------- | ---------- | ---------- | ------ | --------- |
| Nevin Harrison | C1 200 m femminile | 44"938   | 1ª Q      | Bye    | Bye       | 46"697     | 1ª Q       | 45"932 |           |

## Canottaggio
| Atleta | Evento                               | Batteria | Batteria | Ripescaggio | Ripescaggio | Quarti  | Quarti | Semifinale | Semifinale | Finale / Finale B | Finale / Finale B |
| Atleta | Evento                               | Tempo    | Pos.     | Tempo       | Pos.        | Tempo   | Pos.   | Tempo      | Pos.       | Tempo             | Pos.              |
| --- | ------------------------------------ | -------- | -------- | ----------- | ----------- | ------- | ------ | ---------- | ---------- | ----------------- | ----------------- |
| Kara Kohler | Singolo femminile                    | 7'49"71  | 1ª Q     | Bye         | Bye         | 7'59"39 | 2ª Q   | 7'26"10    | 4ª qB      | 7'29"72           | 9ª                |
| Tracy Eisser Megan Kalmoe | Due senza femminile                  | 7'26"95  | 4ª R     | 7'29"87     | 2ª Q        | N.D.    | N.D.   | 7'02"52    | 5ª qB      | 7'02"16           | 10ª               |
| Genevra Stone Kristina Wagner | Due di coppia femminile              | 6'55"65  | 2ª Q     | Bye         | Bye         | N.D.    | N.D.   | 7'11"14    | 3ª Q       | 6'52"98           | 5ª                |
| Molly Reckford Michelle Sechser | Due di coppia pesi leggeri femminile | 7'05"30  | 3ª R     | 7'21"25     | 1ª Q        | N.D.    | N.D.   | 6'41"54    | 2ª Q       | 6'48"54           | 5ª                |
| Clark Dean Michael Grady Andrew Reed Anders Weiss                                                                                       | Quattro senza maschile               | 5'57"27  | 2ª Q     | Bye         | Bye         | N.D.    | N.D.   | N.D.       | N.D.       | 5'48"85           | 5ª                |
| Kendall Chase Claire Collins Grace Luczak Madeleine Wanamaker                                                                           | Quattro senza femminile              | 6'43"80  | 4ª R     | 6'53"26     | 5ª qB       | N.D.    | N.D.   | N.D.       | N.D.       | 6'33"65           | 7ª                |
| Cicely Madden Meghan O'Leary Alie Rusher Ellen Tomek                                                                                    | Quattro di coppia femminile          | 6'34"36  | 5ª R     | 6'50"74     | 6ª qB       | N.D.    | N.D.   | N.D.       | N.D.       | 6'30"03           | 10ª               |
| Justin Best Liam Corrigan Ben Davison Austin Hack Conor Harrity Nick Mead Alex Miklasevich Alexander Richards Julian Venonsky           | Otto maschile                        | 5'30"57  | 2ª R     | 5'23"43     | 3ª Q        | N.D.    | N.D.   | N.D.       | N.D.       | 5'26"75           | 4ª                |
| Charlotte Buck Olivia Coffey Gia Doonan Katelin Guregian Brooke Mooney Meghan Musnicki Kristine O'Brien Regina Salmons Jessica Thoennes | Otto femminile                       | 6'08"69  | 1ª Q     | Bye         | Bye         | N.D.    | N.D.   | N.D.       | N.D.       | 6'02"78           | 4ª                |

## Ciclismo

### Ciclismo su strada
| Atleta          | Evento                   | Tempo      | Posizione |
| --------------- | ------------------------ | ---------- | --------- |
| Lawson Craddock | Corsa in linea maschile  | 6h21'46"   | 80º       |
| Brandon McNulty | Corsa in linea maschile  | 6h06'33"   | 6º        |
| Chloé Dygert    | Corsa in linea femminile | 3h58'51"   | 31ª       |
| Coryn Rivera    | Corsa in linea femminile | 3h54'31"   | 7ª        |
| Leah Thomas     | Corsa in linea femminile | 3h56'07"   | 29ª       |
| Ruth Winder     | Corsa in linea femminile | 4h02'16"   | 45ª       |
| Lawson Craddock | Cronometro maschile      | 1h03'52"99 | 34º       |
| Brandon McNulty | Cronometro maschile      | 59'57"73   | 24º       |
| Chloé Dygert    | Cronometro femminile     | 32'29"89   | 7ª        |
| Amber Neben     | Cronometro femminile     | 31'26"13   | 5ª        |

### Ciclismo su pista
Velocità
| Atleta       | Evento             | Qualificazione     | Qualificazione | Round 1          | R1       | Round 2            | R2       | Round 3          | R3              | Quarti               | Semifinale           | Finale               | Finale          |
| Atleta       | Evento             | Tempo Velocità     | Pos.           | Avversario Tempo | Tempo    | Avversario Tempo   | Tempo    | Avversario Tempo | Tempo           | Avversario Risultato | Avversario Risultato | Avversario Risultato | Pos.            |
| ------------ | ------------------ | ------------------ | -------------- | ---------------- | -------- | ------------------ | -------- | ---------------- | --------------- | -------------------- | -------------------- | -------------------- | --------------- |
| Maddie Godby | Velocità femminile | 10"869 66,243 km/h | 20ª Q          | Genest P +0"121  | V 11"372 | Friedrich P +0"391 | P +0"168 | Non qualificata  | Non qualificata | Non qualificata      | Non qualificata      | Non qualificata      | Non qualificata |

Inseguimento
| Atleta                                                               | Evento                           | Qualificazione | Qualificazione | Semifinale               | Semifinale | Finale / FB          | Finale / FB |
| Atleta                                                               | Evento                           | Tempo          | Posizione      | Avversario Risultato     | Posizione  | Avversario Risultato | Posizione   |
| -------------------------------------------------------------------- | -------------------------------- | -------------- | -------------- | ------------------------ | ---------- | -------------------- | ----------- |
| Chloé Dygert Megan Jastrab Jennifer Valente Emma White Lily Williams | Inseguimento a squadre femminile | 4'10"118       | 3ª             | Gran Bretagna P 4'06"748 | 3ª qB      | Canada V 4'08"040    |             |

Keirin
| Atleta       | Evento           | Round 1   | Ripescaggio | Round 2   | Semifinale      | Finale          |
| Atleta       | Evento           | Posizione | Posizione   | Posizione | Posizione       | Posizione       |
| ------------ | ---------------- | --------- | ----------- | --------- | --------------- | --------------- |
| Maddie Godby | Keirin femminile | 2ª Q      | Bye         | 5ª        | Non qualificata | Non qualificata |

Omnium
| Atleta           | Evento           | Scratch   | Scratch | Corsa a tempo | Corsa a tempo | Corsa a eliminazione | Corsa a eliminazione | Corsa a punti | Corsa a punti | Totale | Totale    |
| Atleta           | Evento           | Posizione | Punti   | Posizione     | Punti         | Posizione            | Punti                | Posizione     | Punti         | Punti  | Posizione |
| ---------------- | ---------------- | --------- | ------- | ------------- | ------------- | -------------------- | -------------------- | ------------- | ------------- | ------ | --------- |
| Gavin Hoover     | Omnium maschile  | 10º       | 22      | 5º            | 22            | 11º                  | 20                   | 8º            | 25            | 99     | 8º        |
| Jennifer Valente | Omnium femminile | 1ª        | 40      | 3ª            | 36            | 4ª                   | 34                   | 3ª            | 14            | 124    |           |

Americana
| Atleta                         | Evento              | Punti  | Punti | Posizione |
| Atleta                         | Evento              | Sprint | Giri  | Posizione |
| ------------------------------ | ------------------- | ------ | ----- | --------- |
| Adrian Hegyvary Gavin Hoover   | Americana maschile  | DNF    | DNF   | 12ª       |
| Megan Jastrab Jennifer Valente | Americana femminile | 1      | 0     | 9ª        |

### Mountain bike
| Atleta              | Evento                  | Tempo    | Posizione |
| ------------------- | ----------------------- | -------- | --------- |
| Christopher Blevins | Cross-country maschile  | 1h28'13" | 14º       |
| Haley Batten        | Cross-country femminile | 1h20'13" | 9ª        |
| Kate Courtney       | Cross-country femminile | 1h22'19" | 15ª       |
| Chloe Woodruff      | Cross-country femminile | LAP      | LAP       |

### BMX
Corsa
| Atleta           | Evento          | Quarti | Quarti    | Semifinale      | Semifinale      | Finale          | Finale          |
| Atleta           | Evento          | Punti  | Posizione | Punti           | Posizione       | Tempo           | Posizione       |
| ---------------- | --------------- | ------ | --------- | --------------- | --------------- | --------------- | --------------- |
| Connor Fields    | Corsa maschile  | 4      | 1º Q      | 12              | 4º Q            | DNS             | DNS             |
| Corben Sharrah   | Corsa maschile  | 11     | 4º Q      | 22              | 8º              | Non qualificato | Non qualificato |
| Payton Ridenour  | Corsa femminile | 13     | 5ª        | Non qualificata | Non qualificata | Non qualificata | Non qualificata |
| Felicia Stancil  | Corsa femminile | 5      | 2ª Q      | 7               | 1ª Q            | 45"131          | 4ª              |
| Alise Willoughby | Corsa femminile | 3      | 1ª Q      | 18              | 8ª              | Non qualificata | Non qualificata |

Freestyle
| Atleta         | Evento              | Classificazione | Classificazione | Classificazione | Classificazione | Finale  | Finale  | Finale   | Finale    |
| Atleta         | Evento              | Prova 1         | Prova 2         | Media           | Posizione       | Prova 1 | Prova 2 | Migliore | Posizione |
| -------------- | ------------------- | --------------- | --------------- | --------------- | --------------- | ------- | ------- | -------- | --------- |
| Nick Bruce     | Freestyle maschile  | 6,60            | 1,00            | 3,80            | 9º              | 24,60   | DNS     | 24,60    | 9º        |
| Justin Dowell  | Freestyle maschile  | 69,80           | 80,60           | 75,20           | 8º              | 44,60   | 31,60   | 44,60    | 8º        |
| Perris Benegas | Freestyle femminile | 84,80           | 88,20           | 86,50           | 2ª              | 81,20   | 88,50   | 88,50    | 4ª        |
| Hannah Roberts | Freestyle femminile | 89,80           | 85,60           | 87,70           | 1ª              | 96,10   | 28,40   | 96,10    |           |

## Equitazione

### Dressage
| Atleta                                         | Cavallo      | Evento      | Grand Prix | Grand Prix | Grand Prix Special | Grand Prix Special | Grand Prix Freestyle | Grand Prix Freestyle | Grand Prix Freestyle | Grand Prix Freestyle |
| Atleta                                         | Cavallo      | Evento      | Punteggio  | Classifica | Punteggio          | Classifica         | Tecnico              | Artistico            | Totale               | Classifica           |
| ---------------------------------------------- | ------------ | ----------- | ---------- | ---------- | ------------------ | ------------------ | -------------------- | -------------------- | -------------------- | -------------------- |
| Adrienne Lyle                                  | Salvino      | Individuale | 74,876     | 14ª Q      | N.D.               | N.D.               | DNS                  | DNS                  | DNS                  | DNS                  |
| Steffen Peters                                 | Suppenkasper | Individuale | 76,196     | 11ª Q      | N.D.               | N.D.               | 76,393               | 85,543               | 80,968               | 10ª                  |
| Sabine Schut-Kery                              | Sanceo       | Individuale | 78,416     | 7ª Q       | N.D.               | N.D.               | 80,143               | 88,457               | 84,300               | 5ª                   |
| Adrienne Lyle Steffen Peters Sabine Schut-Kery | Vedi sopra   | Squadre     | 7389,5     | 4ª Q       | 7747,0             |                    | N.D.                 | N.D.                 | N.D.                 | N.D.                 |

### Concorso completo
| Atleta                                | Cavallo    | Evento      | Dressage | Dressage | Cross-country | Cross-country | Cross-country | Salto ostacoli | Salto ostacoli | Salto ostacoli | Salto ostacoli | Salto ostacoli | Salto ostacoli | Totale   | Totale |
| Atleta                                | Cavallo    | Evento      | Dressage | Dressage | Cross-country | Cross-country | Cross-country | Qualificazione | Qualificazione | Qualificazione | Finale         | Finale         | Finale         | Totale   | Totale |
| Atleta                                | Cavallo    | Evento      | Penalità | Pos.     | Penalità      | Totale        | Pos.          | Penalità       | Totale         | Pos.           | Penalità       | Totale         | Pos.           | Penalità | Pos.   |
| ------------------------------------- | ---------- | ----------- | -------- | -------- | ------------- | ------------- | ------------- | -------------- | -------------- | -------------- | -------------- | -------------- | -------------- | -------- | ------ |
| Phillip Dutton                        | Z          | Individuale | 30,50    | 16º      | 4,80          | 35,30         | 17º           | 8,00           | 43,30          | 19º Q          | 10,80          | 54,10          | 21º            | 54,10    | 21º    |
| Boyd Martin                           | Tsetserleg | Individuale | 31,10    | 20º      | 3,20          | 34,30         | 14º           | 4,40           | 38,70          | 15º Q          | 13,60          | 52,30          | 20º            | 52,30    | 20º    |
| Doug Payne                            | Vandiver   | Individuale | 33,00    | 30º      | 6,80          | 39,80         | 23º           | 4,00           | 43,80          | 20º Q          | 4,40           | 48,20          | 16º            | 48,20    | 16º    |
| Phillip Dutton Boyd Martin Doug Payne | Vedi sopra | Squadre     | 94,60    | 8ª       | 14,80         | 109,40        | 5ª            | 16,40          | 125,80         | 6ª             | N.D.           | N.D.           | N.D.           | 125,80   | 6ª     |

### Salto ostacoli
| Atleta                                          | Cavallo                   | Evento      | Qualificazione | Qualificazione | Finale          | Finale          | Jump-off        | Jump-off        |
| Atleta                                          | Cavallo                   | Evento      | Penalità       | Pos.           | Penalità        | Pos.            | Penalità        | Pos.            |
| ----------------------------------------------- | ------------------------- | ----------- | -------------- | -------------- | --------------- | --------------- | --------------- | --------------- |
| Kent Farrington                                 | Gazelle                   | Individuale | 4,00           | 31º            | Non qualificato | Non qualificato | Non qualificato | Non qualificato |
| Laura Kraut                                     | Baloutinue                | Individuale | 8,00           | 44ª            | Non qualificata | Non qualificata | Non qualificata | Non qualificata |
| Jessica Springsteen                             | Don Juan van de Donkhoeve | Individuale | 4,00           | 31ª            | Non qualificato | Non qualificato | Non qualificato | Non qualificato |
| Kent Farrington Laura Kraut Jessica Springsteen | Vedi sopra                | Squadre     | 13,00          | 5ª Q           | 8,00            | =1ª             | 0,00            |                 |

## Ginnastica

### Ginnastica artistica

#### Uomini
| Atleta         | Evento               | Qualificazione                               | Qualificazione                               | Qualificazione                               | Qualificazione                               | Qualificazione                               | Qualificazione                               | Qualificazione                               | Qualificazione                               | Finale   | Finale   | Finale   | Finale   | Finale   | Finale   | Finale  | Finale |
| Atleta         | Evento               | Attrezzo                                     | Attrezzo                                     | Attrezzo                                     | Attrezzo                                     | Attrezzo                                     | Attrezzo                                     | Totale                                       | Pos.                                         | Attrezzo | Attrezzo | Attrezzo | Attrezzo | Attrezzo | Attrezzo | Totale  | Pos.   |
| Atleta         | Evento               | CL                                           | C                                            | A                                            | V                                            | P                                            | S                                            | Totale                                       | Pos.                                         | CL       | C        | A        | V        | P        | S        | Totale  | Pos.   |
| -------------- | -------------------- | -------------------------------------------- | -------------------------------------------- | -------------------------------------------- | -------------------------------------------- | -------------------------------------------- | -------------------------------------------- | -------------------------------------------- | -------------------------------------------- | -------- | -------- | -------- | -------- | -------- | -------- | ------- | ------ |
| Brody Malone   | Concorso a squadre   | 13.666                                       | 13.733                                       | 14.200                                       | 14.533                                       | 14.633                                       | 14.533 Q                                     | 85.298                                       | 11º Q                                        | N.D.     | 14.000   | 14.100   | 14.233   | N.D.     | 14.633   | N.D.    | N.D.   |
| Sam Mikulak    | Concorso a squadre   | 14.466                                       | 13.900                                       | 13.866                                       | 14.133                                       | 15.433 Q                                     | 12.866                                       | 84.664                                       | 14º Q                                        | 12.133   | 13.733   | N.D.     | 14.466   | 15.000   | 14.566   | N.D.    | N.D.   |
| Yul Moldauer   | Concorso a squadre   | 14.866 Q                                     | 14.233                                       | 14.033                                       | 14.133                                       | 13.900                                       | 12.933                                       | 84.098                                       | 19º                                          | 14.366   | 14.366   | 13.900   | 14.200   | 14.566   | N.D.     | N.D.    | N.D.   |
| Shane Wiskus   | Concorso a squadre   | 14.733                                       | 13.366                                       | 13.866                                       | 13.000                                       | 14.700                                       | 13.700                                       | 83.365                                       | 21º                                          | 13.466   | N.D.     | 14.166   | N.D.     | 14.700   | 14.000   | N.D.    | N.D.   |
| Totale squadra | Concorso a squadre   | 44.065                                       | 41.866                                       | 42.099                                       | 42.799                                       | 44.766                                       | 41.166                                       | 256.761                                      | 4ª Q                                         | 39.965   | 42.099   | 42.166   | 42.899   | 44.266   | 43.199   | 254.594 | 5ª     |
| Brody Malone   | Concorso individuale | Vedi sopra qualificazioni concorso a squadre | Vedi sopra qualificazioni concorso a squadre | Vedi sopra qualificazioni concorso a squadre | Vedi sopra qualificazioni concorso a squadre | Vedi sopra qualificazioni concorso a squadre | Vedi sopra qualificazioni concorso a squadre | Vedi sopra qualificazioni concorso a squadre | Vedi sopra qualificazioni concorso a squadre | 14.300   | 14.100   | 13.833   | 14.366   | 13.466   | 14.400   | 84.465  | 10º    |
| Sam Mikulak    | Concorso individuale | Vedi sopra qualificazioni concorso a squadre | Vedi sopra qualificazioni concorso a squadre | Vedi sopra qualificazioni concorso a squadre | Vedi sopra qualificazioni concorso a squadre | Vedi sopra qualificazioni concorso a squadre | Vedi sopra qualificazioni concorso a squadre | Vedi sopra qualificazioni concorso a squadre | Vedi sopra qualificazioni concorso a squadre | 12.933   | 13.566   | 13.533   | 14.533   | 14.966   | 13.633   | 83.164  | 12º    |
| Yul Moldauer   | Corpo libero         | 14.866                                       | N.D.                                         | N.D.                                         | N.D.                                         | N.D.                                         | N.D.                                         | N.D.                                         | 6º Q                                         | 13.533   | N.D.     | N.D.     | N.D.     | N.D.     | N.D.     | N.D.    | 6º     |
| Alec Yoder     | Cavallo              | N.D.                                         | 15.200                                       | N.D.                                         | N.D.                                         | N.D.                                         | N.D.                                         | N.D.                                         | 4º Q                                         | N.D.     | 14.566   | N.D.     | N.D.     | N.D.     | N.D.     | N.D.    | 6º     |
| Sam Mikulak    | Parallele simm.      | N.D.                                         | N.D.                                         | N.D.                                         | N.D.                                         | 15.433                                       | N.D.                                         | N.D.                                         | 5º Q                                         | N.D.     | N.D.     | N.D.     | N.D.     | 15.000   | N.D.     | N.D.    | 6º     |
| Brody Malone   | Sbarra               | N.D.                                         | N.D.                                         | N.D.                                         | N.D.                                         | N.D.                                         | 14.533                                       | N.D.                                         | 4º Q                                         | N.D.     | N.D.     | N.D.     | N.D.     | N.D.     | 14.200   | N.D.    | 4º     |

#### Donne
| Atleta          | Evento                 | Qualificazione                               | Qualificazione                               | Qualificazione                               | Qualificazione                               | Qualificazione                               | Qualificazione                               | Finale          | Finale          | Finale          | Finale          | Finale          | Finale          |
| Atleta          | Evento                 | Attrezzo                                     | Attrezzo                                     | Attrezzo                                     | Attrezzo                                     | Totale                                       | Pos.                                         | Attrezzo        | Attrezzo        | Attrezzo        | Attrezzo        | Totale          | Pos.            |
| Atleta          | Evento                 | CL                                           | V                                            | T                                            | P                                            | Totale                                       | Pos.                                         | CL              | V               | T               | P               | Totale          | Pos.            |
| --------------- | ---------------------- | -------------------------------------------- | -------------------------------------------- | -------------------------------------------- | -------------------------------------------- | -------------------------------------------- | -------------------------------------------- | --------------- | --------------- | --------------- | --------------- | --------------- | --------------- |
| Simone Biles    | Concorso a squadre     | 14.133 Q                                     | 15.183 Q                                     | 14.066 Q                                     | 14.566 Q                                     | 57.731                                       | 1ª Q                                         | N.D.            | 13.766          | N.D.            | N.D.            | N.D.            | N.D.            |
| Jordan Chiles   | Concorso a squadre     | 13.566                                       | 14.700                                       | 11.566                                       | 12.866                                       | 52.968                                       | 40ª                                          | 11.700          | 14.666          | 13.433          | 14.166          | N.D.            | N.D.            |
| Sunisa Lee      | Concorso a squadre     | 13.433                                       | 14.333                                       | 14.200 Q                                     | 15.200 Q                                     | 57.166                                       | 3ª Q                                         | 13.666          | N.D.            | 14.133          | 15.400          | N.D.            | N.D.            |
| Grace McCallum  | Concorso a squadre     | 13.466                                       | 14.533                                       | 13.066                                       | 14.100                                       | 55.165                                       | 13ª                                          | 13.500          | 14.300          | 13.666          | 13.700          | N.D.            | N.D.            |
| Totale squadra  | Concorso a squadre     | 41.165                                       | 44.199                                       | 41.332                                       | 43.866                                       | 170.562                                      | 2ª Q                                         | 38.866          | 42.732          | 41.232          | 43.266          | 166.096         |                 |
| Jade Carey      | Concorso individuale   | 15.166                                       | 14.133                                       | 12.866                                       | 14.100                                       | 56.265                                       | 9ª Q                                         | 15.200          | 13.500          | 11.533          | 13.966          | 54.199          | 8ª              |
| Sunisa Lee      | Concorso individuale   | Vedi sopra qualificazioni concorso a squadre | Vedi sopra qualificazioni concorso a squadre | Vedi sopra qualificazioni concorso a squadre | Vedi sopra qualificazioni concorso a squadre | Vedi sopra qualificazioni concorso a squadre | Vedi sopra qualificazioni concorso a squadre | 14.600          | 15.300          | 13.833          | 13.700          | 57.433          |                 |
| Mykayla Skinner | Concorso individuale   | 14.866                                       | 13.666                                       | 13.233                                       | 13.566                                       | 55.398                                       | 11ª                                          | Non qualificata | Non qualificata | Non qualificata | Non qualificata | Non qualificata | Non qualificata |
| Jade Carey      | Corpo libero           | 14.100                                       | N.D.                                         | N.D.                                         | N.D.                                         | N.D.                                         | 3ª Q                                         | 14.366          | N.D.            | N.D.            | N.D.            | N.D.            |                 |
| Jade Carey      | Volteggio              | N.D.                                         | 15.166                                       | N.D.                                         | N.D.                                         | N.D.                                         | 2ª Q                                         | N.D.            | 12.416          | N.D.            | N.D.            | N.D.            | 8ª              |
| Mykayla Skinner | Volteggio              | N.D.                                         | 14.866                                       | N.D.                                         | N.D.                                         | N.D.                                         | 4ª Q                                         | N.D.            | 14.916          | N.D.            | N.D.            | N.D.            |                 |
| Simone Biles    | Trave                  | N.D.                                         | N.D.                                         | 14.066                                       | N.D.                                         | N.D.                                         | 7ª Q                                         | N.D.            | N.D.            | 14.000          | N.D.            | N.D.            |                 |
| Sunisa Lee      | Trave                  | N.D.                                         | N.D.                                         | 14.200                                       | N.D.                                         | N.D.                                         | 3ª Q                                         | N.D.            | N.D.            | 13.866          | N.D.            | N.D.            | 5ª              |
| Sunisa Lee      | Parallele asimmetriche | N.D.                                         | N.D.                                         | N.D.                                         | 15.200                                       | N.D.                                         | 2ª Q                                         | N.D.            | N.D.            | N.D.            | 14.500          | N.D.            |                 |

Nota: Simone Biles si era qualificata per le finali del concorso individuale, corpo libero, volteggio e parallele asimmetriche, salvo poi ritirarsi. Nel concorso individuale il suo posto è stato riassegnato a Jade Carey e nel volteggio a Mykayla Skinner, che erano state escluse a causa della regola secondo cui solo due ginnaste per ogni nazione possono prendere parte alle finali.

### Ginnastica ritmica
| Atleta                                                                       | Evento               | Qualificazione | Qualificazione | Qualificazione        | Qualificazione        | Qualificazione | Qualificazione | Finale          | Finale          | Finale                | Finale                | Finale          | Finale          |
| Atleta                                                                       | Evento               | Attrezzo       | Attrezzo       | Attrezzo              | Attrezzo              | Totale         | Pos.           | Attrezzo        | Attrezzo        | Attrezzo              | Attrezzo              | Totale          | Pos.            |
| Atleta                                                                       | Evento               | Cerchio        | Palla          | Clavi                 | Nastro                | Totale         | Pos.           | Cerchio         | Palla           | Clavi                 | Nastro                | Totale          | Pos.            |
| ---------------------------------------------------------------------------- | -------------------- | -------------- | -------------- | --------------------- | --------------------- | -------------- | -------------- | --------------- | --------------- | --------------------- | --------------------- | --------------- | --------------- |
| Evita Griskenas                                                              | Concorso individuale | 23.675         | 23.400         | 23.850                | 20.775                | 91.700         | 12ª            | Non qualificata | Non qualificata | Non qualificata       | Non qualificata       | Non qualificata | Non qualificata |
| Laura Zeng                                                                   | Concorso individuale | 22.000         | 23.700         | 24.700                | 21.000                | 91.400         | 13ª            | Non qualificata | Non qualificata | Non qualificata       | Non qualificata       | Non qualificata | Non qualificata |
| Isabella Connor Camilla Feeley Lili Mizuno Nicole Sladkov Elizaveta Pletneva | Concorso a squadre   | 5 palle        | 5 palle        | 3 cerchi e 2 clavette | 3 cerchi e 2 clavette | 73.675         | 11ª            | 5 palle         | 5 palle         | 3 cerchi e 2 clavette | 3 cerchi e 2 clavette | Non qualificata | Non qualificata |
| Isabella Connor Camilla Feeley Lili Mizuno Nicole Sladkov Elizaveta Pletneva | Concorso a squadre   | 37.850         | 37.850         | 35.825                | 35.825                | 73.675         | 11ª            | Non qualificata | Non qualificata | Non qualificata       | Non qualificata       | Non qualificata | Non qualificata |

### Trampolino elastico
| Atleta           | Evento               | Qualificazione | Qualificazione | Finale          | Finale          |
| Atleta           | Evento               | Punti          | Posizione      | Punti           | Posizione       |
| ---------------- | -------------------- | -------------- | -------------- | --------------- | --------------- |
| Aliaksei Shostak | Trampolino maschile  | 82.150         | 13º            | Non qualificato | Non qualificato |
| Nicole Ahsinger  | Trampolino femminile | 102.110        | 7ª Q           | 54.350          | 6ª Q            |

## Golf
| Atleta            | Torneo    | Round 1   | Round 2   | Round 3   | Round 4   | Totale    | Totale | Totale    |
| Atleta            | Torneo    | Punteggio | Punteggio | Punteggio | Punteggio | Punteggio | Par    | Posizione |
| ----------------- | --------- | --------- | --------- | --------- | --------- | --------- | ------ | --------- |
| Bryson DeChambeau | Maschile  | 69        | 70        | 67        | 63        | 269       | –15    | 4º        |
| Collin Morikawa   | Maschile  | 68        | 71        | 70        | 65        | 274       | –10    | 22º       |
| Xander Schauffele | Maschile  | 68        | 63        | 68        | 67        | 266       | –18    |           |
| Justin Thomas     | Maschile  | 71        | 70        | 68        | 65        | 274       | –10    | 22º       |
| Danielle Kang     | Femminile | 69        | 69        | 74        | 65        | 277       | −7     | 20ª       |
| Jessica Korda     | Femminile | 71        | 67        | 73        | 64        | 275       | −9     | 15ª       |
| Nelly Korda       | Femminile | 67        | 62        | 69        | 69        | 267       | −17    |           |
| Lexi Thompson     | Femminile | 72        | 71        | 69        | 69        | 281       | −3     | 33ª       |

## Judo
| Atleta           | Evento           | Preliminari          | 16-esimi             | Ottavi               | Quarti               | Semifinali           | Ripescaggio          | Finale               | Pos.            |
| Atleta           | Evento           | Avversario Punteggio | Avversario Punteggio | Avversario Punteggio | Avversario Punteggio | Avversario Punteggio | Avversario Punteggio | Avversario Punteggio | Pos.            |
| ---------------- | ---------------- | -------------------- | -------------------- | -------------------- | -------------------- | -------------------- | -------------------- | -------------------- | --------------- |
| Colton Brown     | 90 kg maschile   | Bye                  | Schwendinger V 11–00 | Özerler P 00–01      | Non qualificato      | Non qualificato      | Non qualificato      | Non qualificato      | Non qualificato |
| Angelica Delgado | 52 kg femminile  | N.D.                 | Ramos V 10–00        | Pupp P 00–10         | Non qualificata      | Non qualificata      | Non qualificata      | Non qualificata      | Non qualificata |
| Nefeli Papadakis | 78 kg femminile  | N.D.                 | Yoon P 00–10         | Non qualificata      | Non qualificata      | Non qualificata      | Non qualificata      | Non qualificata      | Non qualificata |
| Nina Cutro-Kelly | +78 kg femminile | N.D.                 | Velenšek P 00–11     | Non qualificata      | Non qualificata      | Non qualificata      | Non qualificata      | Non qualificata      | Non qualificata |

## Karate
Kumite
| Atleta       | Evento          | Girone               | Girone               | Girone               | Girone               | Girone | Semifinali           | Finale               | Pos.            |
| Atleta       | Evento          | Avversario Punteggio | Avversario Punteggio | Avversario Punteggio | Avversario Punteggio | Pos.   | Avversario Punteggio | Avversario Punteggio | Pos.            |
| ------------ | --------------- | -------------------- | -------------------- | -------------------- | -------------------- | ------ | -------------------- | -------------------- | --------------- |
| Thomas Scott | 75 kg maschile  | Nishimura P 0–2      | Hárspataki V 8–3     | Horuna P 1–2         | Abdelaziz V 7–6      | 3º     | Non qualificato      | Non qualificato      | Non qualificato |
| Brian Irr    | +75 kg maschile | Gaysinsky N 0–0      | Hamedi P 1–4         | Ganjzadeh P 0–6      | Kvesić P 1–3         | 5º     | Non qualificato      | Non qualificato      | Non qualificato |

Kata
| Atleta         | Evento         | Round eliminatorio | Round eliminatorio | Ranking round | Ranking round | Finale / FB           | Pos. |
| Atleta         | Evento         | Punteggio          | Posizione          | Punteggio     | Posizione     | Avversario Punteggio  | Pos. |
| -------------- | -------------- | ------------------ | ------------------ | ------------- | ------------- | --------------------- | ---- |
| Ariel Torres   | Kata maschile  | 26,19              | 2º Q               | 26,46         | 2º Q          | Díaz V 26,72–26,34    |      |
| Sakura Kokumai | Kata femminile | 25,75              | 3ª Q               | 25,54         | 3ª Q          | Bottaro P 25,40–26,48 | 5ª   |

## Lotta

### Libera
| Atleta              | Evento          | Ottavi               | Quarti               | Semifinali           | Ripescaggio          | Finale / FB          | Pos.            |
| Atleta              | Evento          | Avversario Risultato | Avversario Risultato | Avversario Risultato | Avversario Risultato | Avversario Risultato | Pos.            |
| ------------------- | --------------- | -------------------- | -------------------- | -------------------- | -------------------- | -------------------- | --------------- |
| Thomas Gilman       | 57 kg maschile  | Uguev P 1–3          | Non qualificato      | Non qualificato      | Abdullaev V 4–1      | Atri V 3–1           |                 |
| Kyle Dake           | 74 kg maschile  | Hosseinkhani V 3–0   | Kadzimahamedaŭ P 0–4 | Non qualificato      | Garzón V 4–0         | Chamizo V 3–0        |                 |
| David Morris Taylor | 86 kg maschile  | Šabanaŭ V 4–0        | Amine V 4–1          | Punia V 4–0          | Bye                  | Yazdani V 3–1        |                 |
| Kyle Snyder         | 97 kg maschile  | Steen V 4–0          | Conyedo V 3–0        | Karadeniz V 3–0      | Bye                  | Sadulaev P 1–3       |                 |
| Gable Steveson      | 125 kg maschile | Lazarev V 4–0        | Akgül V 3–0          | Mönkhtöriin V 3–0    | Bye                  | Petriashvili V 3–1   |                 |
| Sarah Hildebrandt   | 50 kg femminile | Demirhan V 4–0       | Seliška V 4–1        | Sun P 1–3            | Bye                  | Livač V 4–1          |                 |
| Jacarra Winchester  | 53 kg femminile | Chorošavceva V 3–1   | Pang P 1–3           | Non qualificata      | Hérin V 3–0          | Kaladzinskaja P 0–5  | 5ª              |
| Helen Maroulis      | 57 kg femminile | Rong V 3–1           | Kit V 3–0            | Kawai P 1–3          | Bye                  | Boldsaikhany V 4–0   |                 |
| Kayla Miracle       | 62 kg femminile | Long P 1–3           | Non qualificata      | Non qualificata      | Non qualificata      | Non qualificata      | Non qualificata |
| Tamyra Mensah       | 68 kg femminile | Dosho V 4–0          | Zhou V 4–0           | Čerkasova V 3–1      | Bye                  | Oborududu V 3–1      |                 |
| Adeline Gray        | 76 kg femminile | Sghaier V 5–0        | Adar V 3–1           | Medet Kyzy V 3–1     | Bye                  | Rotter-Focken P 1–3  |                 |

### Greco-romana
| Atleta           | Evento         | Ottavi               | Quarti               | Semifinali           | Ripescaggio          | Finale               | Pos.            |
| Atleta           | Evento         | Avversario Risultato | Avversario Risultato | Avversario Risultato | Avversario Risultato | Avversario Risultato | Pos.            |
| ---------------- | -------------- | -------------------- | -------------------- | -------------------- | -------------------- | -------------------- | --------------- |
| Ildar Hafizov    | 60 kg maschile | Orta P 0–3           | Non qualificato      | Non qualificato      | Emelin P 1–3         | Non qualificato      | Non qualificato |
| Alejandro Sancho | 67 kg maschile | Surkov P 1–3         | Non qualificato      | Non qualificato      | Non qualificato      | Non qualificato      | Non qualificato |
| John Stefanowicz | 87 kg maschile | Huklek P 1–3         | Non qualificato      | Non qualificato      | Non qualificato      | Non qualificato      | Non qualificato |
| G'Angelo Hancock | 97 kg maschile | Kadžaja V 3–1        | Michalik P 0–3       | Non qualificato      | Non qualificato      | Non qualificato      | Non qualificato |

## Nuoto

### Uomini
| Atleta | Evento               | Batterie | Batterie  | Semifinali      | Semifinali      | Finale          | Finale          |
| Atleta | Evento               | Tempo    | Posizione | Tempo           | Posizione       | Tempo           | Posizione       |
| --- | -------------------- | -------- | --------- | --------------- | --------------- | --------------- | --------------- |
| Michael Andrew | 50 m stile libero    | 21"89    | 11º Q     | 21"67           | 5º Q            | 21"60           | 4º              |
| Caeleb Dressel | 50 m stile libero    | 21"32    | 1º Q      | 21"42           | 1º Q            | 21"07           |                 |
| Zachary Apple | 100 m stile libero   | 48"16    | 11º Q     | 48"04           | 11º             | Non qualificato | Non qualificato |
| Caeleb Dressel | 100 m stile libero   | 47"73    | 2º Q      | 47"23           | 2º Q            | 47"02           |                 |
| Townley Haas | 200 m stile libero   | 1'45"86  | 10º Q     | 1'46"07         | 12º             | Non qualificato | Non qualificato |
| Kieran Smith | 200 m stile libero   | 1'46"20  | 13º Q     | 1'45"07         | 2º Q            | 1'45"07         | 6º              |
| Jake Mitchell | 400 m stile libero   | 3'45"38  | 7º Q      | N.D.            | N.D.            | 3'45"39         | 8º              |
| Kieran Smith | 400 m stile libero   | 3'45"25  | 6º Q      | N.D.            | N.D.            | 3'43"94         |                 |
| Michael Brinegar | 800 m stile libero   | 7'53"00  | 17º       | N.D.            | N.D.            | Non qualificato | Non qualificato |
| Robert Finke | 800 m stile libero   | 7'42"72  | 3º Q      | N.D.            | N.D.            | 7'41"87         |                 |
| Michael Brinegar | 1500 m stile libero  | 15'04"67 | 17º       | N.D.            | N.D.            | Non qualificato | Non qualificato |
| Robert Finke | 1500 m stile libero  | 14'47"20 | 2º Q      | N.D.            | N.D.            | 14'39"65        |                 |
| Hunter Armstrong | 100 m dorso          | 53"77    | 15º Q     | 53"21           | 9º              | Non qualificato | Non qualificato |
| Ryan Murphy | 100 m dorso          | 53"22    | 7º Q      | 52"24           | 1º Q            | 52"19           |                 |
| Bryce Mefford | 200 m dorso          | 1'56"37  | 3º Q      | 1'56"37         | 6º Q            | 1'55"49         | 4º              |
| Ryan Murphy | 200 m dorso          | 1'56"92  | 7º Q      | 1'55"38         | 3º Q            | 1'54"15         |                 |
| Michael Andrew | 100 m rana           | 58"62    | 3º Q      | 58"99           | 5º Q            | 58"84           | 4º              |
| Andrew Wilson | 100 m rana           | 59"03    | 7º Q      | 59"18           | 8º Q            | 58"99           | 6º              |
| Nic Fink | 200 m rana           | 2'08"48  | 4º Q      | 2'08"00         | 4º Q            | 2'07"93         | 5º              |
| Andrew Wilson | 200 m rana           | 2'09"97  | 17º       | Non qualificato | Non qualificato | Non qualificato | Non qualificato |
| Caeleb Dressel | 100 m farfalla       | 50"39    | 1º Q      | 49"71           | 1º Q            | 49"45           |                 |
| Thomas Shields | 100 m farfalla       | 51"57    | 12º Q     | 51"99           | 15º             | Non qualificato | Non qualificato |
| Gunnar Bentz | 200 m farfalla       | 1'55"46  | 11º Q     | 1'55"28         | 6º Q            | 1'55"46         | 7º              |
| Zach Harting | 200 m farfalla       | 1'54"92  | 4º Q      | 1'55"35         | 9º              | Non qualificato | Non qualificato |
| Michael Andrew | 200 m misti          | 1'56"40  | 1º Q      | 1'57"08         | 4º Q            | 1'57"31         | 5º              |
| Chase Kalisz | 200 m misti          | 1'57"38  | 4º Q      | 1'58"03         | 12º             | Non qualificato | Non qualificato |
| Chase Kalisz | 400 m misti          | 4'09"65  | 3º Q      | N.D.            | N.D.            | 4'09"42         |                 |
| Jay Litherland | 400 m misti          | 4'09"91  | 5º Q      | N.D.            | N.D.            | 4'10"28         |                 |
| Zachary Apple Bowe Becker Brooks Curry Caeleb Dressel Blake Pieroni                                                 | 4×100 m stile libero | 3'11"33  | 2ª Q      | N.D.            | N.D.            | 3'08"97         |                 |
| Zachary Apple Patrick Callan Townley Haas Drew Kibler Blake Pieroni Andrew Seliskar Kieran Smith                    | 4×200 m stile libero | 7'05"62  | 5ª Q      | N.D.            | N.D.            | 7'02"43         | 4ª              |
| Michael Andrew Zachary Apple Hunter Armstrong Caeleb Dressel Ryan Murphy Blake Pieroni Thomas Shields Andrew Wilson | 4×100 m misti        | 3'32"29  | 7ª Q      | N.D.            | N.D.            | 3'26"78         |                 |
| Jordan Wilimovsky                                                                                                   | Maratona 10 km       | N.D.     | N.D.      | N.D.            | N.D.            | 1h51'40"2       | 10º             |

### Donne
| Atleta                                                                                               | Evento               | Batterie | Batterie  | Semifinali | Semifinali | Finale          | Finale          |
| Atleta                                                                                               | Evento               | Tempo    | Posizione | Tempo      | Posizione  | Tempo           | Posizione       |
| --- | -------------------- | -------- | --------- | ---------- | ---------- | --------------- | --------------- |
| Simone Manuel                                                                                        | 50 m stile libero    | 24"65    | 11ª Q     | 24"63      | 11ª        | Non qualificata | Non qualificata |
| Abbey Weitzel                                                                                        | 50 m stile libero    | 24"37    | 7ª Q      | 24"19      | 4ª Q       | 24"41           | 8ª              |
| Erika Brown                                                                                          | 100 m stile libero   | 53"87    | 18ª Q     | 53"58      | 13ª        | Non qualificata | Non qualificata |
| Abbey Weitzel                                                                                        | 100 m stile libero   | 53"21    | 11ª Q     | 52"99      | 7ª Q       | 53"23           | 8ª              |
| Katie Ledecky                                                                                        | 200 m stile libero   | 1'55"28  | 1ª Q      | 1'55"34    | 3ª Q       | 1'55"21         | 5ª              |
| Allison Schmitt                                                                                      | 200 m stile libero   | 1'57"10  | 12ª Q     | 1'56"87    | 10ª        | Non qualificata | Non qualificata |
| Katie Ledecky                                                                                        | 400 m stile libero   | 4'00"45  | 1ª Q      | N.D.       | N.D.       | 3'57"36         |                 |
| Paige Madden                                                                                         | 400 m stile libero   | 4'03"98  | 7ª Q      | N.D.       | N.D.       | 4'06"81         | 7ª              |
| Katie Grimes                                                                                         | 800 m stile libero   | 8'17"05  | 2ª Q      | N.D.       | N.D.       | 8'19"38         | 4ª              |
| Katie Ledecky                                                                                        | 800 m stile libero   | 8'15"67  | 1ª Q      | N.D.       | N.D.       | 8'12"57         |                 |
| Katie Ledecky                                                                                        | 1500 m stile libero  | 15'35"35 | 1ª Q      | N.D.       | N.D.       | 15'37"34        |                 |
| Erica Sullivan                                                                                       | 1500 m stile libero  | 15'46"67 | 3ª Q      | N.D.       | N.D.       | 15'41"41        |                 |
| Regan Smith                                                                                          | 100 m dorso          | 57"96    | 2ª Q      | 57"86      | 1ª Q       | 58"05           |                 |
| Rhyan White                                                                                          | 100 m dorso          | 59"02    | 6ª Q      | 58"46      | 4ª Q       | 58"43           | 4ª              |
| Phoebe Bacon                                                                                         | 200 m dorso          | 2'08"30  | 4ª Q      | 2'07"10    | 2ª Q       | 2'06"40         | 5ª              |
| Rhyan White                                                                                          | 200 m dorso          | 2'08"23  | 2ª Q      | 2'07"28    | 3ª Q       | 2'06"39         | 4ª              |
| Lydia Jacoby                                                                                         | 100 m rana           | 1'05"52  | 2ª Q      | 1'05"72    | 3ª Q       | 1'04"95         |                 |
| Lilly King                                                                                           | 100 m rana           | 1'05"55  | 3ª Q      | 1'05"40    | 2ª Q       | 1'05"54         |                 |
| Lilly King                                                                                           | 200 m rana           | 2'22"10  | 2ª Q      | 2'22"27    | 5ª Q       | 2'19"92         |                 |
| Annie Lazor                                                                                          | 200 m rana           | 2'22"76  | 5ª Q      | 2'21"94    | 3ª Q       | 2'20"84         |                 |
| Claire Curzan                                                                                        | 100 m farfalla       | 56"43    | 10ª Q     | 57"42      | 10ª        | Non qualificata | Non qualificata |
| Torri Huske                                                                                          | 100 m farfalla       | 56"29    | 4ª Q      | 56"51      | 5ª Q       | 55"73           | 4ª              |
| Hali Flickinger                                                                                      | 200 m farfalla       | 2'08"31  | 2ª Q      | 2'06"23    | 2ª Q       | 2'05"65         |                 |
| Regan Smith                                                                                          | 200 m farfalla       | 2'08"46  | 4ª Q      | 2'06"44    | 4ª Q       | 2'05"30         |                 |
| Kate Douglass                                                                                        | 200 m misti          | 2'09"16  | 1ª Q      | 2'09"21    | 1ª Q       | 2'09"04         |                 |
| Alexandra Walsh                                                                                      | 200 m misti          | 2'09"94  | 3ª Q      | 2'09"57    | 3ª Q       | 2'08"65         |                 |
| Hali Flickinger                                                                                      | 400 m misti          | 4'35"98  | 5ª Q      | N.D.       | N.D.       | 4'34"90         |                 |
| Emma Weyant                                                                                          | 400 m misti          | 4'33"55  | 1ª Q      | N.D.       | N.D.       | 4'32"78         |                 |
| Erika Brown Catie DeLoof Natalie Hinds Simone Manuel Allison Schmitt Olivia Smoliga Abbey Weitzel    | 4×100 m stile libero | 3'34"80  | 5ª Q      | N.D.       | N.D.       | 3'32"81         |                 |
| Brooke Forde Paige Madden Katie McLaughlin Katie Ledecky Allison Schmitt Bella Sims                  | 4×200 m stile libero | 7'47"57  | 2ª Q      | N.D.       | N.D.       | 7'40"73         |                 |
| Erika Brown Claire Curzan Torri Huske Lydia Jacoby Lilly King Regan Smith Abbey Weitzeil Rhyan White | 4×100 m misti        | 3'55"18  | 2ª Q      | N.D.       | N.D.       | 3'51"73         |                 |
| Haley Anderson                                                                                       | Maratona 10 km       | N.D.     | N.D.      | N.D.       | N.D.       | 1h59'36"9       | 6ª              |
| Ashley Twichell                                                                                      | Maratona 10 km       | N.D.     | N.D.      | N.D.       | N.D.       | 1h59'37"9       | 7ª              |

### Misto
| Atleta | Evento        | Batterie | Batterie  | Finale  | Finale    |
| Atleta | Evento        | Tempo    | Posizione | Tempo   | Posizione |
| --- | ------------- | -------- | --------- | ------- | --------- |
| Caeleb Dressel Torri Huske Lydia Jacoby Ryan Murphy Thomas Shields Regan Smith Abbey Weitzeil Andrew Wilson | 4×100 m misti | 3'41"02  | 2ª Q      | 3'40"58 | 5ª        |

## Nuoto artistico
| Atleta                        | Evento | Programma tecnico | Programma tecnico | Programma libero (preliminari) | Programma libero (preliminari) | Programma libero (preliminari) | Programma libero (finale) | Programma libero (finale) | Programma libero (finale) |
| Atleta                        | Evento | Punti             | Classifica        | Punti                          | Punti totali                   | Classifica                     | Punti                     | Punti totali              | Classifica                |
| ----------------------------- | ------ | ----------------- | ----------------- | ------------------------------ | ------------------------------ | ------------------------------ | ------------------------- | ------------------------- | ------------------------- |
| Anita Alvarez Lindi Schroeder | Duo    | 86,5333           | 13ª               | 86,1960                        | 172,7293                       | 13ª                            | Non qualificate           | Non qualificate           | Non qualificate           |

## Pallacanestro
| Squadra             | Torneo    | Girone               | Girone               | Girone               | Girone | Quarti               | Semifinali           | Finale               | Pos. |
| Squadra             | Torneo    | Avversario Punteggio | Avversario Punteggio | Avversario Punteggio | Pos.   | Avversario Punteggio | Avversario Punteggio | Avversario Punteggio | Pos. |
| ------------------- | --------- | -------------------- | -------------------- | -------------------- | ------ | -------------------- | -------------------- | -------------------- | ---- |
| Nazionale maschile  | Maschile  | Francia P 76–83      | Iran V 120–66        | Rep. Ceca V 119–84   | 2ª Q   | Spagna V 95–81       | Australia V 97–78    | Francia V 87–82      |      |
| Nazionale femminile | Femminile | Nigeria V 81–72      | Giappone V 86–69     | Francia V 92–83      | 1ª Q   | Australia V 79–55    | Serbia V 79–59       | Giappone V 90–75     |      |

### Pallacanestro 3x3
| Squadra             | Torneo        | Girone               | Girone               | Girone               | Girone               | Girone               | Girone               | Girone               | Girone | Quarti               | Semifinali           | Finale               | Pos. |
| Squadra             | Torneo        | Avversario Punteggio | Avversario Punteggio | Avversario Punteggio | Avversario Punteggio | Avversario Punteggio | Avversario Punteggio | Avversario Punteggio | Pos.   | Avversario Punteggio | Avversario Punteggio | Avversario Punteggio | Pos. |
| ------------------- | ------------- | -------------------- | -------------------- | -------------------- | -------------------- | -------------------- | -------------------- | -------------------- | ------ | -------------------- | -------------------- | -------------------- | ---- |
| Nazionale femminile | 3x3 femminile | Francia V 17–10      | Mongolia V 21–9      | Romania V 22–11      | ROC V 20–16          | Italia V 17–13       | Cina V 21–19         | Giappone P 18–20     | 1ª Q   | Bye                  | Francia V 18–16      | ROC V 18–15          |      |

## Pallanuoto
| Squadra             | Torneo    | Girone               | Girone               | Girone               | Girone               | Girone               | Girone | Quarti               | Semifinali                          | Finale                          | Pos. |
| Squadra             | Torneo    | Avversario Punteggio | Avversario Punteggio | Avversario Punteggio | Avversario Punteggio | Avversario Punteggio | Pos.   | Avversario Punteggio | Avversario Punteggio                | Avversario Punteggio            | Pos. |
| ------------------- | --------- | -------------------- | -------------------- | -------------------- | -------------------- | -------------------- | ------ | -------------------- | ----------------------------------- | ------------------------------- | ---- |
| Nazionale maschile  | Maschile  | Giappone V 15–13     | Sudafrica V 20–3     | Italia P 11–12       | Ungheria P 8–11      | Grecia P 5–14        | 4ª Q   | Spagna P 8–12        | Semifinale 5º/8º posto Italia V 7–6 | Finale 5º posto Croazia P 11–14 | 6ª   |
| Nazionale femminile | Femminile | Giappone V 25–4      | Cina V 12–7          | Ungheria P 9–10      | ROC V 18–5           | N.D.                 | 1ª Q   | Canada V 16–5        | ROC V 15–11                         | Spagna V 14–5                   |      |

## Pallavolo
| Squadra                            | Torneo    | Girone               | Girone               | Girone               | Girone               | Girone               | Girone | Quarti                | Semifinali           | Finale               | Pos. |
| Squadra                            | Torneo    | Avversario Punteggio | Avversario Punteggio | Avversario Punteggio | Avversario Punteggio | Avversario Punteggio | Pos.   | Avversario Punteggio  | Avversario Punteggio | Avversario Punteggio | Pos. |
| ---------------------------------- | --------- | -------------------- | -------------------- | -------------------- | -------------------- | -------------------- | ------ | --------------------- | -------------------- | -------------------- | ---- |
| Nazionale maschile (Convocazioni)  | Maschile  | Francia V 3–0        | ROC P 1–3            | Tunisia V 3–1        | Brasile P 1–3        | Argentina P 0–3      | 5ª     | Non qualificata       | Non qualificata      | Non qualificata      | 10ª  |
| Nazionale femminile (Convocazioni) | Femminile | Argentina V 3–0      | Cina V 3–0           | Turchia V 3–2        | ROC P 0–3            | Italia V 3–2         | 1ª Q   | Rep. Dominicana V 3–0 | Serbia V 3–0         | Brasile V 3–0        |      |

## Pentathlon moderno
| Atleta              | Evento         | Scherma   | Scherma | Scherma | Nuoto   | Nuoto | Nuoto | Equitazione | Equitazione | Equitazione | Combinato (corsa e pistola) | Combinato (corsa e pistola) | Combinato (corsa e pistola) | Totale | Posizione finale |
| Atleta              | Evento         | Risultati | Pos.    | Punti   | Tempo   | Pos.  | Punti | Penalità    | Pos.        | Punti       | Tempo                       | Pos.                        | Punti                       | Totale | Posizione finale |
| ------------------- | -------------- | --------- | ------- | ------- | ------- | ----- | ----- | ----------- | ----------- | ----------- | --------------------------- | --------------------------- | --------------------------- | ------ | ---------------- |
| Amro el-Geziry      | Gara maschile  | 16+2      | 22º     | 198     | 1'52"96 | 1º    | 325   | 10,00       | 10º         | 290         | 12'35"32                    | 36º                         | 545                         | 1358   | 25º              |
| Samantha Achterberg | Gara femminile | 9+1       | 35ª     | 155     | 2'15"78 | 19ª   | 279   | 11,00       | 17ª         | 289         | 12'25"56                    | 14ª                         | 555                         | 1278   | 21ª              |

## Pugilato
| Atleta          | Evento                     | 16-esimi             | Ottavi               | Quarti               | Semifinali           | Finale               | Pos.            |
| Atleta          | Evento                     | Avversario Punteggio | Avversario Punteggio | Avversario Punteggio | Avversario Punteggio | Avversario Punteggio | Pos.            |
| --------------- | -------------------------- | -------------------- | -------------------- | -------------------- | -------------------- | -------------------- | --------------- |
| Duke Ragan      | Pesi piuma maschile        | Kistohurry V 3–2     | Temirzhanov V 5–0    | Walker V 3–2         | Takyi V 4–1          | Batyrgaziev P 2–3    |                 |
| Keyshawn Davis  | Pesi leggeri maschile      | Lacruz V 5–0         | Oumiha V RSC         | Mamedov V 4–1        | Bachkov V 5–0        | Cruz P 1–4           |                 |
| Delante Johnson | Pesi welter maschile       | Arregui V 3–2        | Zhussupov V 4–1      | Iglesias P 0–5       | Non qualificato      | Non qualificato      | Non qualificato |
| Troy Isley      | Pesi medi maschile         | Bandarenka V 5–0     | Bakshi P 2–3         | Non qualificato      | Non qualificato      | Non qualificato      | Non qualificato |
| Richard Torrez  | Pesi supermassimi maschile | Bye                  | Bouloudinat V 5–0    | Pero V 4–1           | Kunkabayev V RSC     | Jalolov P 0–5        |                 |
| Virginia Fuchs  | Pesi mosca femminile       | Soluianova V 3–2     | Krasteva P 0–5       | Non qualificata      | Non qualificata      | Non qualificata      | Non qualificata |
| Yarisel Ramirez | Pesi piuma femminile       | Čačić P 0–5          | Non qualificata      | Non qualificata      | Non qualificata      | Non qualificata      | Non qualificata |
| Rashida Ellis   | Pesi leggeri femminile     | Bye                  | Dubois P 0–3         | Non qualificata      | Non qualificata      | Non qualificata      | Non qualificata |
| Oshae Jones     | Pesi welter femminile      | Bye                  | Cruz V 3–2           | Moronta V 4–0        | Gu P 1–4             | Non qualificata      |                 |
| Naomi Graham    | Pesi medi femminile        | N.D.                 | Magomedalieva P 1–4  | Non qualificata      | Non qualificata      | Non qualificata      | Non qualificata |

## Rugby a 7
| Squadra             | Torneo    | Girone               | Girone               | Girone               | Girone | Quarti                | Semifinale                            | Finale                           | Pos. |
| Squadra             | Torneo    | Avversario Punteggio | Avversario Punteggio | Avversario Punteggio | Pos.   | Avversario Punteggio  | Avversario Punteggio                  | Avversario Punteggio             | Pos. |
| ------------------- | --------- | -------------------- | -------------------- | -------------------- | ------ | --------------------- | ------------------------------------- | -------------------------------- | ---- |
| Nazionale maschile  | Maschile  | Kenya V 19–14        | Irlanda V 19–17      | Sudafrica P 12–17    | 2ª Q   | Gran Bretagna P 21–26 | Semifinale 5º/8º posto Canada V 21–14 | Finale 5º posto Sudafrica P 7–28 | 6ª   |
| Nazionale femminile | Femminile | Cina V 28–14         | Giappone V 17–7      | Australia V 14–12    | 1ª Q   | Gran Bretagna P 12–21 | Semifinale 5º/8º posto Cina V 33–14   | Finale 5º posto Australia P 7–17 | 6ª   |

## Scherma

### Uomini
| Atleta                                                      | Evento               | 32-esimi             | 16-esimi             | Ottavi               | Quarti               | Semifinali                          | Finale / FB              | Pos.            |
| Atleta                                                      | Evento               | Avversario Punteggio | Avversario Punteggio | Avversario Punteggio | Avversario Punteggio | Avversario Punteggio                | Avversario Punteggio     | Pos.            |
| ----------------------------------------------------------- | -------------------- | -------------------- | -------------------- | -------------------- | -------------------- | ----------------------------------- | ------------------------ | --------------- |
| Jacob Hoyle                                                 | Spada individuale    | Bye                  | Park P 10–15         | Non qualificato      | Non qualificato      | Non qualificato                     | Non qualificato          | Non qualificato |
| Curtis McDowald                                             | Spada individuale    | Bye                  | Bardenet P 12–15     | Non qualificato      | Non qualificato      | Non qualificato                     | Non qualificato          | Non qualificato |
| Yeisser Ramirez                                             | Spada individuale    | Niggeler V 15–6      | Bida P 2–15          | Non qualificato      | Non qualificato      | Non qualificato                     | Non qualificato          | Non qualificato |
| Jacob Hoyle Curtis McDowald Yeisser Ramirez                 | Spada a squadre      | N.D.                 | N.D.                 | Giappone P 39–45     | Non qualificata      | Non qualificata                     | Non qualificata          | Non qualificata |
| Nick Itkin                                                  | Fioretto individuale | Bye                  | A. Borodačëv V 15–11 | K. Borodačëv P 13–15 | Non qualificato      | Non qualificato                     | Non qualificato          | Non qualificato |
| Alexander Massialas                                         | Fioretto individuale | Bye                  | Joppich P 12–15      | Non qualificato      | Non qualificato      | Non qualificato                     | Non qualificato          | Non qualificato |
| Gerek Meinhardt                                             | Fioretto individuale | Bye                  | Myl'nikov P 11–15    | Non qualificato      | Non qualificato      | Non qualificato                     | Non qualificato          | Non qualificato |
| Race Imboden Nick Itkin Alexander Massialas Gerek Meinhardt | Fioretto a squadre   | N.D.                 | N.D.                 | Bye                  | Germania V 45–36     | ROC P 41–45                         | Giappone V 45–31         |                 |
| Eli Dershwitz                                               | Sciabola individuale | Bye                  | Streets V 15–9       | Kim P 9–15           | Non qualificato      | Non qualificato                     | Non qualificato          | Non qualificato |
| Daryl Homer                                                 | Sciabola individuale | Bye                  | Amer P 11–15         | Non qualificato      | Non qualificato      | Non qualificato                     | Non qualificato          | Non qualificato |
| Andrew Mackiewicz                                           | Sciabola individuale | Shimamura V 15–13    | Oh P 7–15            | Non qualificato      | Non qualificato      | Non qualificato                     | Non qualificato          | Non qualificato |
| Eli Dershwitz Daryl Homer Andrew Mackiewicz Khalil Thompson | Sciabola a squadre   | N.D.                 | N.D.                 | Bye                  | Ungheria P 36–45     | Semifinale 5º/8º posto Iran P 36–45 | Finale 7º posto ROC P WO | 8ª              |

### Donne
| Atleta                                                              | Evento               | 32-esimi             | 16-esimi             | Ottavi               | Quarti                | Semifinali                               | Finale / FB                      | Pos.            |
| Atleta                                                              | Evento               | Avversario Punteggio | Avversario Punteggio | Avversario Punteggio | Avversario Punteggio  | Avversario Punteggio                     | Avversario Punteggio             | Pos.            |
| ------------------------------------------------------------------- | -------------------- | -------------------- | -------------------- | -------------------- | --------------------- | ---------------------------------------- | -------------------------------- | --------------- |
| Katharine Holmes                                                    | Spada individuale    | Bye                  | Song P 12–15         | Non qualificata      | Non qualificata       | Non qualificata                          | Non qualificata                  | Non qualificata |
| Courtney Hurley                                                     | Spada individuale    | Bye                  | Zhu P 8–15           | Non qualificata      | Non qualificata       | Non qualificata                          | Non qualificata                  | Non qualificata |
| Kelley Hurley                                                       | Spada individuale    | Bye                  | Kirpu V 15–14        | Murtazaeva P 11–12   | Non qualificata       | Non qualificata                          | Non qualificata                  | Non qualificata |
| Katharine Holmes Courtney Hurley Kelley Hurley Anna van Brummen     | Spada a squadre      | N.D.                 | N.D.                 | N.D.                 | Corea del Sud P 33–38 | Semifinale 5º/8º posto Hong Kong V 42–31 | Finale 5º posto Polonia V 33–26  | 5ª              |
| Jacqueline Dubrovich                                                | Fioretto individuale | Bye                  | Ebert P 14–15        | Non qualificata      | Non qualificata       | Non qualificata                          | Non qualificata                  | Non qualificata |
| Lee Kiefer                                                          | Fioretto individuale | Bye                  | Berthier V 15–4      | Harvey V 15–13       | Ueno V 15–11          | Korobejnikova V 15–6                     | Deriglazova V 15–13              |                 |
| Nicole Ross                                                         | Fioretto individuale | Bye                  | Karamete V 15–5      | Ueno P 9–15          | Non qualificata       | Non qualificata                          | Non qualificata                  | Non qualificata |
| Jacqueline Dubrovich Lee Kiefer Nicole Ross Sabrina Massialas       | Fioretto a squadre   | N.D.                 | N.D.                 | N.D.                 | Giappone V 45–36      | ROC P 42–45                              | Italia P 24–45                   | 4ª              |
| Anne-Elizabeth Stone                                                | Sciabola individuale | Bye                  | Bašta P 9–15         | Non qualificata      | Non qualificata       | Non qualificata                          | Non qualificata                  | Non qualificata |
| Dagmara Wozniak                                                     | Sciabola individuale | Bye                  | Nikitina P 14–15     | Non qualificata      | Non qualificata       | Non qualificata                          | Non qualificata                  | Non qualificata |
| Mariel Zagunis                                                      | Sciabola individuale | Bye                  | Page V 15–3          | Kim V 15–12          | Velikaja P 8–15       | Non qualificata                          | Non qualificata                  | Non qualificata |
| Francesca Russo Anne-Elizabeth Stone Dagmara Wozniak Mariel Zagunis | Sciabola a squadre   | N.D.                 | N.D.                 | Bye                  | Francia P 30–45       | Semifinale 5º/8º posto Cina V 45–35      | Finale 5º posto Giappone P 43–45 | 6ª              |

## Skateboard
| Atleta           | Evento           | Qualificazione | Qualificazione | Finale          | Finale          |
| Atleta           | Evento           | Punteggio      | Pos.           | Punteggio       | Pos.            |
| ---------------- | ---------------- | -------------- | -------------- | --------------- | --------------- |
| Cory Juneau      | Park maschile    | 73,00          | 8º Q           | 84,13           |                 |
| Heimana Reynolds | Park maschile    | 63,09          | 13º            | Non qualificato | Non qualificato |
| Zion Wright      | Park maschile    | 67,21          | 11º            | Non qualificato | Non qualificato |
| Jordyn Barratt   | Park femminile   | 35,22          | 11ª            | Non qualificata | Non qualificata |
| Bryce Wettstein  | Park femminile   | 44,50          | 5ª Q           | 44,50           | 6ª              |
| Brighton Zeuner  | Park femminile   | 34,06          | 12ª            | Non qualificata | Non qualificata |
| Jagger Eaton     | Street maschile  | 35,07          | 2º Q           | 35,35           |                 |
| Nyjah Huston     | Street maschile  | 34,87          | 3º Q           | 26,10           | 7º              |
| Jake Ilardi      | Street maschile  | 29,03          | 11º            | Non qualificato | Non qualificato |
| Mariah Duran     | Street femminile | 7,95           | 13ª            | Non qualificata | Non qualificata |
| Alexis Sablone   | Street femminile | 11,77          | 8ª Q           | 13,57           | 4ª              |
| Alana Smith      | Street femminile | 1,25           | 20ª            | Non qualificata | Non qualificata |

## Softball
| Squadra             | Torneo    | Girone               | Girone               | Girone               | Girone                | Girone               | Girone | Finale               | Pos. |
| Squadra             | Torneo    | Avversario Punteggio | Avversario Punteggio | Avversario Punteggio | Avversario Punteggio  | Avversario Punteggio | Pos.   | Avversario Punteggio | Pos. |
| ------------------- | --------- | -------------------- | -------------------- | -------------------- | --------------------- | -------------------- | ------ | -------------------- | ---- |
| Nazionale femminile | Femminile | Italia V 2–0         | Canada V 1–0         | Messico V 2–0        | Australia V 2–1 (F/8) | Giappone V 2–1       | 1ª Q   | Giappone P 0–2       |      |

## Sollevamento pesi
| Atleta            | Evento           | Strappo   | Strappo    | Slancio   | Slancio    | Totale | Classifica |
| Atleta            | Evento           | Risultato | Classifica | Risultato | Classifica | Totale | Classifica |
| ----------------- | ---------------- | --------- | ---------- | --------- | ---------- | ------ | ---------- |
| Clarence Cummings | 73 kg maschile   | 145       | 9º         | 180       | 7º         | 325    | 9º         |
| Harrison Maurus   | 81 kg maschile   | 161       | 7º         | 200       | 3º         | 361    | 4º         |
| Wesley Kitts      | 109 kg maschile  | 177       | 8º         | 213       | 8º         | 390    | 8º         |
| Caine Wilkes      | +109 kg maschile | 173       | 12º        | 217       | 8º         | 390    | 9º         |
| Jourdan Delacruz  | 49 kg femminile  | 86        | 3ª         | DNF       | DNF        | DNF    | DNF        |
| Katherine Nye     | 76 kg femminile  | 111       | 3ª         | 138       | 2ª         | 249    |            |
| Mattie Rogers     | 87 kg femminile  | 108       | 6ª         | 138       | 6ª         | 246    | 6ª         |
| Sarah Robles      | +87 kg femminile | 128       | 2ª         | 154       | 3ª         | 282    |            |

## Surf
| Atleta             | Evento               | Round 1   | Round 1 | Round 2   | Round 2 | Round 3                 | Quarti                 | Semifinale             | Finale / FB            | Pos.            |
| Atleta             | Evento               | Punteggio | Pos.    | Punteggio | Pos.    | Avversario Risultato    | Avversario Risultato   | Avversario Risultato   | Avversario Risultato   | Pos.            |
| ------------------ | -------------------- | --------- | ------- | --------- | ------- | ----------------------- | ---------------------- | ---------------------- | ---------------------- | --------------- |
| Kolohe Andino      | Shortboard maschile  | 10,27     | 2º R3   | Bye       | Bye     | Florence V 14,83–11,60  | Igarashi P 11,00–12,60 | Non qualificato        | Non qualificato        | Non qualificato |
| John John Florence | Shortboard maschile  | 8,37      | 3º R2   | 12,77     | 1º R3   | Andino P 11,60–14,83    | Non qualificato        | Non qualificato        | Non qualificato        | Non qualificato |
| Caroline Marks     | Shortboard femminile | 13,40     | 1ª R3   | Bye       | Bye     | Maeda V 15,33–7,74      | Hennessy V 12,50–6,83  | Buitendag P 3,67–11,00 | Tsuzuki P 4,26–6,80    | 4ª              |
| Carissa Moore      | Shortboard femminile | 11,74     | 1ª R3   | Bye       | Bye     | Mulánovich V 10,34–9,90 | Lima V 14,26–8,30      | Tsuzuki V 8,33–7,43    | Buitendag V 14,93–8,46 |                 |

## Taekwondo
| Atleta             | Evento          | Qualificazioni       | Ottavi               | Quarti               | Semifinali           | Ripescaggio          | Finale / FB          | Pos. |
| Atleta             | Evento          | Avversario Punteggio | Avversario Punteggio | Avversario Punteggio | Avversario Punteggio | Avversario Punteggio | Avversario Punteggio | Pos. |
| ------------------ | --------------- | -------------------- | -------------------- | -------------------- | -------------------- | -------------------- | -------------------- | ---- |
| Anastasija Zolotic | 57 kg femminile | Bye                  | Laaraj V 11–4        | İlgün V 17–9         | Lo V 28–5            | Bye                  | Kudašova V 25–17     |      |
| Paige McPherson    | 67 kg femminile | N.D.                 | Əzizova V 8–5        | Tatar V 3–1          | Jelić P 4–15         | Bye                  | Malak P 6–17         | 4ª   |

## Tennis

### Singolare
| Atleta          | Evento              | 32-esimi                        | 16-esimi                       | Ottavi               | Quarti               | Semifinali           | Finale               | Pos.            |
| Atleta          | Evento              | Avversario Punteggio            | Avversario Punteggio           | Avversario Punteggio | Avversario Punteggio | Avversario Punteggio | Avversario Punteggio | Pos.            |
| --------------- | ------------------- | ------------------------------- | ------------------------------ | -------------------- | -------------------- | -------------------- | -------------------- | --------------- |
| Marcos Giron    | Singolare maschile  | Gombos V (7–6(4), 3–6, 6–2)     | Nishikori P (6(5)–7, 6–3, 1–6) | Non qualificato      | Non qualificato      | Non qualificato      | Non qualificato      | Non qualificato |
| Tommy Paul      | Singolare maschile  | Karacev P (3–6, 2–6)            | Non qualificato                | Non qualificato      | Non qualificato      | Non qualificato      | Non qualificato      | Non qualificato |
| Tennys Sandgren | Singolare maschile  | Carreño Busta P (5–7, 2–6)      | Non qualificato                | Non qualificato      | Non qualificato      | Non qualificato      | Non qualificato      | Non qualificato |
| Frances Tiafoe  | Singolare maschile  | Kwon V (6–3, 6–2)               | Tsitsipas P (3–6, 4–6)         | Non qualificato      | Non qualificato      | Non qualificato      | Non qualificato      | Non qualificato |
| Jennifer Brady  | Singolare femminile | Giorgi P (3–6, 2–6)             | Non qualificata                | Non qualificata      | Non qualificata      | Non qualificata      | Non qualificata      | Non qualificata |
| Jessica Pegula  | Singolare femminile | Bencic P (3–6, 3–6)             | Non qualificata                | Non qualificata      | Non qualificata      | Non qualificata      | Non qualificata      | Non qualificata |
| Alison Riske    | Singolare femminile | Buzărnescu P (7–6(0), 5–7, 4–6) | Non qualificata                | Non qualificata      | Non qualificata      | Non qualificata      | Non qualificata      | Non qualificata |

### Doppio
| Atleta                               | Evento           | 16-esimi                                    | Ottavi                                  | Quarti                               | Semifinali                  | Finale / FB                     | Pos.            |
| Atleta                               | Evento           | Avversario Punteggio                        | Avversario Punteggio                    | Avversario Punteggio                 | Avversario Punteggio        | Avversario Punteggio            | Pos.            |
| ------------------------------------ | ---------------- | ------------------------------------------- | --------------------------------------- | ------------------------------------ | --------------------------- | ------------------------------- | --------------- |
| Austin Krajicek Tennys Sandgren      | Doppio maschile  | Peers / Purcell V (3–6, 7–6(5), 10–5)       | Klein / Polášek V (6(2)–7, 6–2, 10–5)   | Struff / Zverev V (6–3, 7–6(4))      | Mektić / Pavić P (4–6, 4–6) | Daniell / Venus P (6(3)–7, 2–6) | 4ª              |
| Rajeev Ram Frances Tiafoe            | Doppio maschile  | Chačanov / Rublëv V (6(3)–7, 7–6(5), 12–10) | Čilić / Dodig P (3–6, 5–7)              | Non qualificati                      | Non qualificati             | Non qualificati                 | Non qualificati |
| Cori Gauff Nicole Melichar           | Doppio femminile | Linette / Rosolska V (6–1, 6–3)             | Cornet / Ferro V (6–1, 6–4)             | Pigossi / Stefani P (6–1, 3–6, 6–10) | Non qualificate             | Non qualificate                 | Non qualificate |
| Bethanie Mattek-Sands Jessica Pegula | Doppio femminile | Errani / Paolini P (3–6, 7–5, 2–10)         | Non qualificate                         | Non qualificate                      | Non qualificate             | Non qualificate                 | Non qualificate |
| Bethanie Mattek-Sands Rajeev Ram     | Doppio misto     | N.D.                                        | Siegemund / Krawietz P (4–6, 7–5, 8–10) | Non qualificati                      | Non qualificati             | Non qualificati                 | Non qualificati |

## Tennistavolo
| Atleta                           | Evento            | Preliminari          | Round 1              | Round 2              | Round 3              | Ottavi               | Quarti               | Semifinali           | Finale               | Pos.            |
| Atleta                           | Evento            | Avversario Punteggio | Avversario Punteggio | Avversario Punteggio | Avversario Punteggio | Avversario Punteggio | Avversario Punteggio | Avversario Punteggio | Avversario Punteggio | Pos.            |
| -------------------------------- | ----------------- | -------------------- | -------------------- | -------------------- | -------------------- | -------------------- | -------------------- | -------------------- | -------------------- | --------------- |
| Kanak Jha                        | Singolo maschile  | Bye                  | Bye                  | Skachkov P 2–4       | Non qualificato      | Non qualificato      | Non qualificato      | Non qualificato      | Non qualificato      | Non qualificato |
| Zhou Xin                         | Singolo maschile  | Lkhagvasüren V 4–1   | Miño V 4–2           | Källberg P 0–4       | Non qualificato      | Non qualificato      | Non qualificato      | Non qualificato      | Non qualificato      | Non qualificato |
| Liu Juan                         | Singolo femminile | Oshonaike V 4–1      | Dvorak V 4–1         | Balážová V 4–0       | Szőcs V 4–2          | Yu P 2–4             | Non qualificata      | Non qualificata      | Non qualificata      | Non qualificata |
| Lily Zhang                       | Singolo femminile | Bye                  | Bye                  | Edem V 4–1           | Chen P 0–4           | Non qualificata      | Non qualificata      | Non qualificata      | Non qualificata      | Non qualificata |
| Kanak Jha Nikhil Kumar Zhou Xin  | Squadre maschile  | N.D.                 | N.D.                 | N.D.                 | N.D.                 | Svezia P 0–3         | Non qualificata      | Non qualificata      | Non qualificata      | Non qualificata |
| Liu Juan Wang Huijing Lily Zhang | Squadre femminile | N.D.                 | N.D.                 | N.D.                 | N.D.                 | Taipei cinese P 0–3  | Non qualificata      | Non qualificata      | Non qualificata      | Non qualificata |

## Tiro a segno/volo

### Uomini
| Atleta            | Evento                       | Qualificazione | Qualificazione | Finale          | Finale          |
| Atleta            | Evento                       | Punteggio      | Classifica     | Punteggio       | Classifica      |
| ----------------- | ---------------------------- | -------------- | -------------- | --------------- | --------------- |
| Lucas Kozeniesky  | Carabina 10 m aria compressa | 631,5          | 2º Q           | 165,0           | 6º              |
| William Shaner    | Carabina 10 m aria compressa | 630,8          | 3º Q           | 251,6           |                 |
| Nickolaus Mowrer  | Carabina 50 m 3 posizioni    | 1162           | 26º            | Non qualificato | Non qualificato |
| Patrick Sunderman | Carabina 50 m 3 posizioni    | 1172           | 12º            | Non qualificato | Non qualificato |
| James Hall        | Pistola 10 m aria compressa  | 577            | 10º            | Non qualificato | Non qualificato |
| Nickolaus Mowrer  | Pistola 10 m aria compressa  | 576            | 13º            | Non qualificato | Non qualificato |
| Jack Leverett III | Pistola 25 m automatica      | 552            | 25º            | Non qualificato | Non qualificato |
| Henry Leverett    | Pistola 25 m automatica      | 566            | 22º            | Non qualificato | Non qualificato |
| Brian Burrows     | Trap                         | 121            | 12º            | Non qualificato | Non qualificato |
| Derrick Mein      | Trap                         | 119            | 24º            | Non qualificato | Non qualificato |
| Vincent Hancock   | Skeet                        | 122 (+8)       | 4º Q           | 59              |                 |
| Phillip Jungman   | Skeet                        | 120            | 15º            | Non qualificato | Non qualificato |

### Donne
| Atleta            | Evento                       | Qualificazione | Qualificazione | Finale          | Finale          |
| Atleta            | Evento                       | Punteggio      | Classifica     | Punteggio       | Classifica      |
| ----------------- | ---------------------------- | -------------- | -------------- | --------------- | --------------- |
| Mary Tucker       | Carabina 10 m aria compressa | 631,4          | 3ª Q           | 166,0           | 6ª              |
| Alison Weisz      | Carabina 10 m aria compressa | 626,9          | 14ª            | Non qualificata | Non qualificata |
| Sagen Maddalena   | Carabina 50 m 3 posizioni    | 1178           | 2ª Q           | 427,8           | 5ª              |
| Mary Tucker       | Carabina 50 m 3 posizioni    | 1167           | 13ª            | Non qualificata | Non qualificata |
| Alexis Lagan      | Pistola 10 m aria compressa  | 560            | 38ª            | Non qualificata | Non qualificata |
| Sandra Uptagrafft | Pistola 10 m aria compressa  | 557            | 49ª            | Non qualificata | Non qualificata |
| Alexis Lagan      | Pistola 25 metri             | 580            | 18ª            | Non qualificata | Non qualificata |
| Sandra Uptagrafft | Pistola 25 metri             | 573            | 33ª            | Non qualificata | Non qualificata |
| Madelynn Bernau   | Trap                         | 119            | 7ª             | Non qualificata | Non qualificata |
| Kayle Browning    | Trap                         | 120 (+1)       | 6ª Q           | 42              |                 |
| Amber English     | Skeet                        | 121            | 3ª Q           | 56              |                 |
| Austen Smith      | Skeet                        | 119            | 10ª            | Non qualificata | Non qualificata |

### Misto
| Atleta                           | Evento                                 | Qualificazione 1 | Qualificazione 1 | Qualificazione 2 | Qualificazione 2 | Finale / FB                            | Finale / FB     |
| Atleta                           | Evento                                 | Punteggio        | Classifica       | Punteggio        | Classifica       | Avversario Punteggio                   | Pos.            |
| -------------------------------- | -------------------------------------- | ---------------- | ---------------- | ---------------- | ---------------- | -------------------------------------- | --------------- |
| Haruka Nakaguchi Naoya Okada     | Carabina 10 m aria compressa a squadre | 628,0            | 7ª Q             | 418,0            | 2ª Q             | Yang H. / Yang Q. P 13–17              |                 |
| Shiori Hirata Takayuki Matsumoto | Carabina 10 m aria compressa a squadre | 629,7            | 5ª Q             | 416,8            | 6ª               | Non qualificata                        | Non qualificata |
| James Hall Sandra Uptagrafft     | Pistola 10 m aria compressa a squadre  | 573              | 10ª              | Non qualificata  | Non qualificata  | Non qualificata                        | Non qualificata |
| Alexis Lagan Nickolaus Mowrer    | Pistola 10 m aria compressa a squadre  | 565              | 16ª              | Non qualificata  | Non qualificata  | Non qualificata                        | Non qualificata |
| Kayle Browning Derrick Mein      | Trap a squadre                         | 140              | 13ª              | N.D.             | N.D.             | Non qualificata                        | Non qualificata |
| Brian Burrows Madelynn Bernau    | Trap a squadre                         | 146 (+10)        | 4ª Q             | N.D.             | N.D.             | Kovačócy / Špotáková V 42 (+3)–42 (+2) |                 |

## Tiro con l'arco
| Atleta                                                   | Evento                | Classificazione | Classificazione | 32-esimi             | 16-esimi             | Ottavi               | Quarti               | Semifinali           | Finale / FB          | Pos.            |
| Atleta                                                   | Evento                | Punteggio       | Pos.            | Avversario Punteggio | Avversario Punteggio | Avversario Punteggio | Avversario Punteggio | Avversario Punteggio | Avversario Punteggio | Pos.            |
| -------------------------------------------------------- | --------------------- | --------------- | --------------- | -------------------- | -------------------- | -------------------- | -------------------- | -------------------- | -------------------- | --------------- |
| Brady Ellison                                            | Individuale maschile  | 682             | 2º              | Vaziri V 6–0         | Jadhav V 6–0         | Wukie V 7–3          | Gazoz P 3–7          | Non qualificato      | Non qualificato      | Non qualificato |
| Jack Williams                                            | Individuale maschile  | 656             | 29º             | Plihon P 4–6         | Non qualificato      | Non qualificato      | Non qualificato      | Non qualificato      | Non qualificato      | Non qualificato |
| Jacob Wukie                                              | Individuale maschile  | 649             | 47º             | Aguilar V 7–1        | Agatha V 6–5         | Ellison P 3–7        | Non qualificato      | Non qualificato      | Non qualificato      | Non qualificato |
| Mackenzie Brown                                          | Individuale femminile | 668             | 5ª              | Schwartz V 6–2       | Long V 6–0           | Lin V 6–2            | Valencia V 6–5       | An P 5–6             | Boari P 1–7          | 4ª              |
| Casey Kaufhold                                           | Individuale femminile | 653             | 17ª             | de Velasco V 7–3     | Hayakawa P 2–6       | Non qualificata      | Non qualificata      | Non qualificata      | Non qualificata      | Non qualificata |
| Jennifer Mucino-Fernandez                                | Individuale femminile | 649             | 24ª             | Pavlova V 6–4        | Kumari P 4–6         | Non qualificata      | Non qualificata      | Non qualificata      | Non qualificata      | Non qualificata |
| Brady Ellison Jack Williams Jacob Wukie                  | Squadra maschile      | 1987            | 5ª              | N.D.                 | N.D.                 | Francia V 6–0        | Giappone P 1–5       | Non qualificata      | Non qualificata      | Non qualificata |
| Mackenzie Brown Casey Kaufhold Jennifer Mucino-Fernandez | Squadra femminile     | 1970            | 3ª              | N.D.                 | N.D.                 | Bye                  | ROC P 0–6            | Non qualificata      | Non qualificata      | Non qualificata |
| Brady Ellison Casey Kaufhold                             | Squadra mista         | 1350            | 2ª              | N.D.                 | N.D.                 | Indonesia P 4–5      | Non qualificata      | Non qualificata      | Non qualificata      | Non qualificata |

## Triathlon
| Atleta                                                   | Evento                | Nuoto                   | T1                | Ciclismo                  | T2                      | Corsa                   | Totale   | Classifica |
| -------------------------------------------------------- | --------------------- | ----------------------- | ----------------- | ------------------------- | ----------------------- | ----------------------- | -------- | ---------- |
| Kevin McDowell                                           | Individuale maschile  | 18'29"                  | 0'37"             | 55'56"                    | 0'28"                   | 30'24"                  | 1h45'54" | 6º         |
| Morgan Pearson                                           | Individuale maschile  | 18'02"                  | 0'38"             | 58'17"                    | 0'36"                   | 34'32"                  | 1h52'05" | 42º        |
| Taylor Knibb                                             | Individuale femminile | 19'52"                  | 0'45"             | 1h04'42"                  | 0'34"                   | 35'06"                  | 2h00'59" | 16ª        |
| Summer Rappaport                                         | Individuale femminile | 18'29"                  | 0'41"             | 1h03'58"                  | 0'36"                   | 36'35"                  | 2h00'19" | 14ª        |
| Katie Zaferes                                            | Individuale femminile | 18'28"                  | 0'43"             | 1h02'51"                  | 0'34"                   | 34'27"                  | 1h57'03" |            |
| Taylor Knibb Kevin McDowell Morgan Pearson Katie Zaferes | Squadre miste         | 4'37" 4'02" 4'04" 3'45" | 0'39" 0'37" 0'38" | 10'01" 9'35" 9'38" 10'12" | 0'32" 0'28" 0'29" 0'30" | 6'17" 5'32" 5'33" 6'09" | 1h23'55" |            |

## Tuffi

### Uomini
| Atleta                          | Evento                | Preliminari | Preliminari | Semifinale      | Semifinale      | Finale          | Finale          |
| Atleta                          | Evento                | Punti       | Classifica  | Punti           | Classifica      | Punti           | Classifica      |
| ------------------------------- | --------------------- | ----------- | ----------- | --------------- | --------------- | --------------- | --------------- |
| Andrew Capobianco               | Trampolino 3 m        | 385,50      | 17º Q       | 419,60          | 10º Q           | 401,70          | 10º             |
| Tyler Downs                     | Trampolino 3 m        | 348,70      | 12º         | Non qualificato | Non qualificato | Non qualificato | Non qualificato |
| Brandon Loschiavo               | Piattaforma 10 m      | 403,85      | 11º Q       | 409,75          | 10º Q           | 383,65          | 11º             |
| Jordan Windle                   | Piattaforma 10 m      | 390,05      | 15º Q       | 409,80          | 9º Q            | 407,90          | 9º              |
| Andrew Capobianco Michael Hixon | Trampolino 3 m sincro | N.D.        | N.D.        | N.D.            | N.D.            | 444,36          |                 |

### Donne
| Atleta                           | Evento                  | Preliminari | Preliminari | Semifinale | Semifinale | Finale          | Finale          |
| Atleta                           | Evento                  | Punti       | Classifica  | Punti      | Classifica | Punti           | Classifica      |
| -------------------------------- | ----------------------- | ----------- | ----------- | ---------- | ---------- | --------------- | --------------- |
| Hailey Hernandez                 | Trampolino 3 m          | 309,55      | 6ª Q        | 291,60     | 10ª Q      | 288,45          | 9ª              |
| Krysta Palmer                    | Trampolino 3 m          | 279,10      | 15ª Q       | 316,65     | 5ª Q       | 343,75          |                 |
| Delaney Schnell                  | Piattaforma 10 m        | 360,75      | 3ª Q        | 342,75     | 3ª Q       | 340,40          | 5ª              |
| Katrina Young                    | Piattaforma 10 m        | 286,65      | 17ª Q       | 263,60     | 17ª        | Non qualificata | Non qualificata |
| Alison Gibson Krysta Palmer      | Trampolino 3 m sincro   | N.D.        | N.D.        | N.D.       | N.D.       | 263,49          | 8ª              |
| Jessica Parratto Delaney Schnell | Piattaforma 10 m sincro | N.D.        | N.D.        | N.D.       | N.D.       | 310,80          |                 |

## Vela
| Atleta                          | Evento           | Regata | Regata | Regata | Regata | Regata | Regata | Regata | Regata | Regata | Regata | Regata | Regata | Regata | Punteggio Totale | Punteggio Netto | Classifica |
| Atleta                          | Evento           | 1      | 2      | 3      | 4      | 5      | 6      | 7      | 8      | 9      | 10     | 11     | 12     | M      | Punteggio Totale | Punteggio Netto | Classifica |
| ------------------------------- | ---------------- | ------ | ------ | ------ | ------ | ------ | ------ | ------ | ------ | ------ | ------ | ------ | ------ | ------ | ---------------- | --------------- | ---------- |
| Pedro Pascual                   | RS:X maschile    | 6      | 12     | 7      | 9      | 4      | 13     | 7      | 5      | 14     | 14     | 16     | 7      | 12     | 126              | 110             | 9º         |
| Farrah Hall                     | RS:X femminile   | 21     | 21     | 7      | 12     | 18     | 18     | 16     | 15     | 8      | 16     | 16     | 16     | EL     | 184              | 163             | 15ª        |
| Charlie Buckingham              | Laser maschile   | 9      | 22     | 18     | 5      | 26     | 9      | 3      | 2      | 16     | 23     | N.D.   | N.D.   | EL     | 133              | 107             | 13º        |
| Paige Railey                    | Laser femminile  | 40     | DSQ    | 25     | 36     | 25     | DSQ    | 27     | 17     | 34     | 39     | N.D.   | N.D.   | EL     | 333              | 288             | 37ª        |
| Luke Muller                     | Finn maschile    | 6      | 11     | 12     | 15     | 14     | 4      | 8      | 10     | 12     | 17     | N.D.   | N.D.   | EL     | 109              | 92              | 13º        |
| David Hughes Stuart McNay       | 470 maschile     | 8      | 12     | 9      | 10     | 8      | 8      | 7      | 9      | 8      | 11     | N.D.   | N.D.   | 8      | 98               | 86              | 9ª         |
| Nikki Barnes Lara Dallman-Weiss | 470 femminile    | 14     | 6      | 16     | 13     | 6      | 5      | 19     | 2      | DSQ    | 19     | N.D.   | N.D.   | EL     | 120              | 98              | 12ª        |
| Stephanie Roble Maggie Shea     | 49erFX femminile | 3      | 2      | 14     | 7      | 9      | 16     | 5      | 8      | 12     | 14     | DSQ    | 5      | EL     | 117              | 101             | 11ª        |
| Riley Gibbs Anna Weis           | Nacra 17 misto   | 9      | 7      | 12     | 6      | 11     | 13     | 9      | 12     | 5      | 13     | 4      | 5      | 6      | 112              | 99              | 9ª         |